# Ermita de Santa Bárbara (Ademuz)

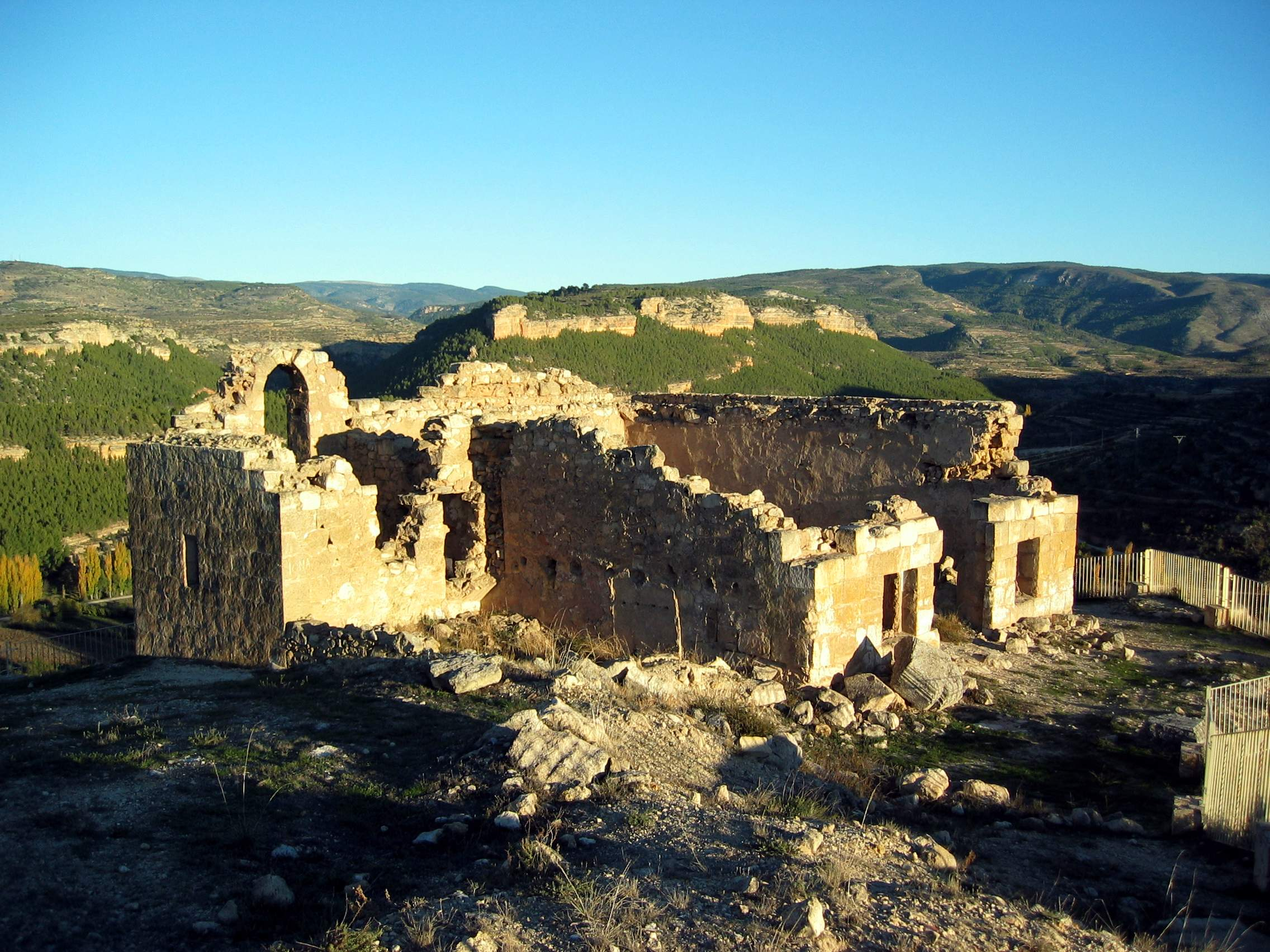
Vista fronto-lateral izquierda de las ruinas de la ermita de Santa Bárbara en Ademuz (Valencia)..

La ermita de Santa Bárbara es un santuario católico situado en Ademuz, Rincón de Ademuz, provincia de Valencia (Comunidad Valenciana, España). 

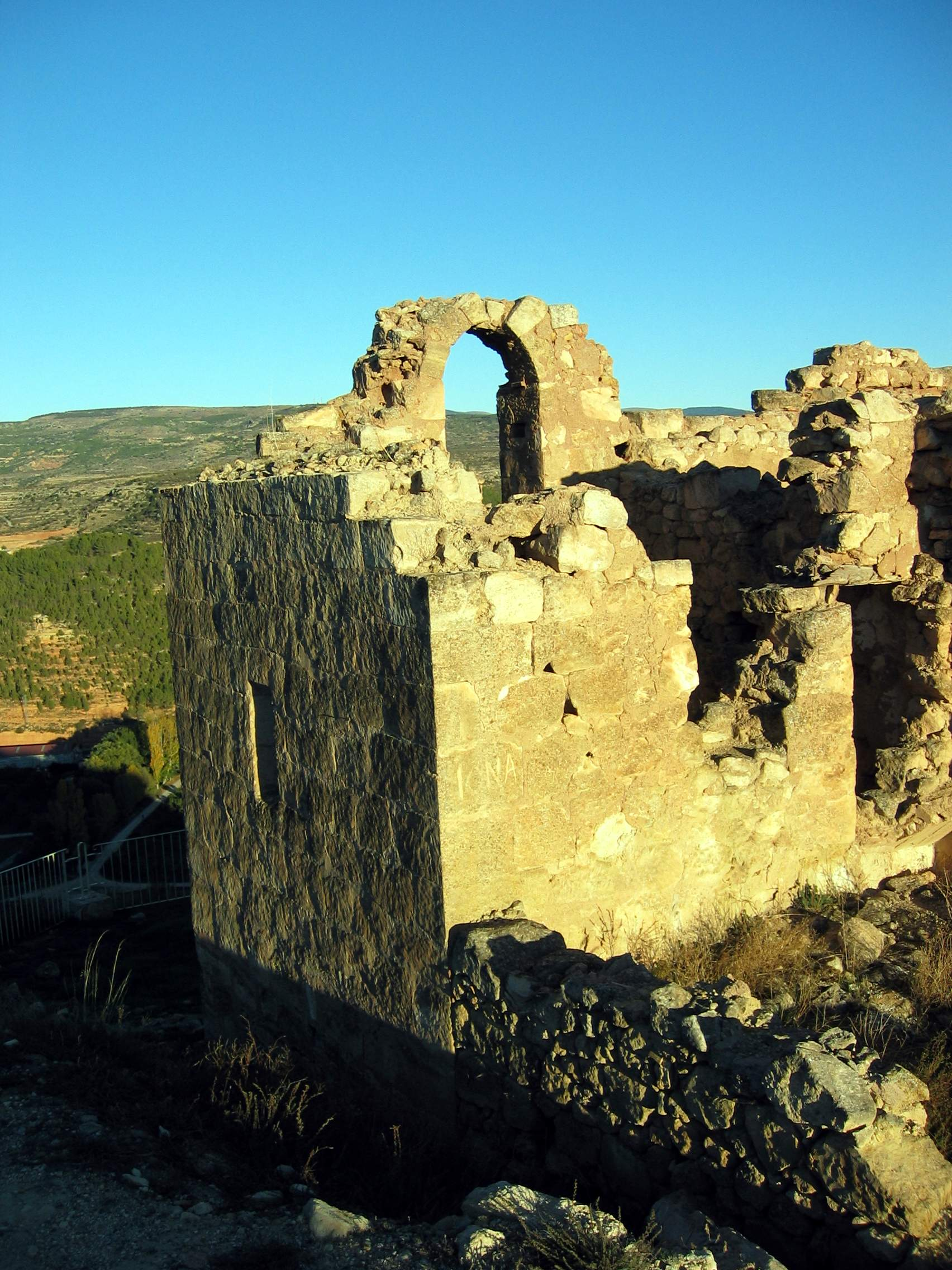
Vista de las ruinas de la ermita de Santa Bárbara en Ademuz (Valencia), con detalle de la espadaña..

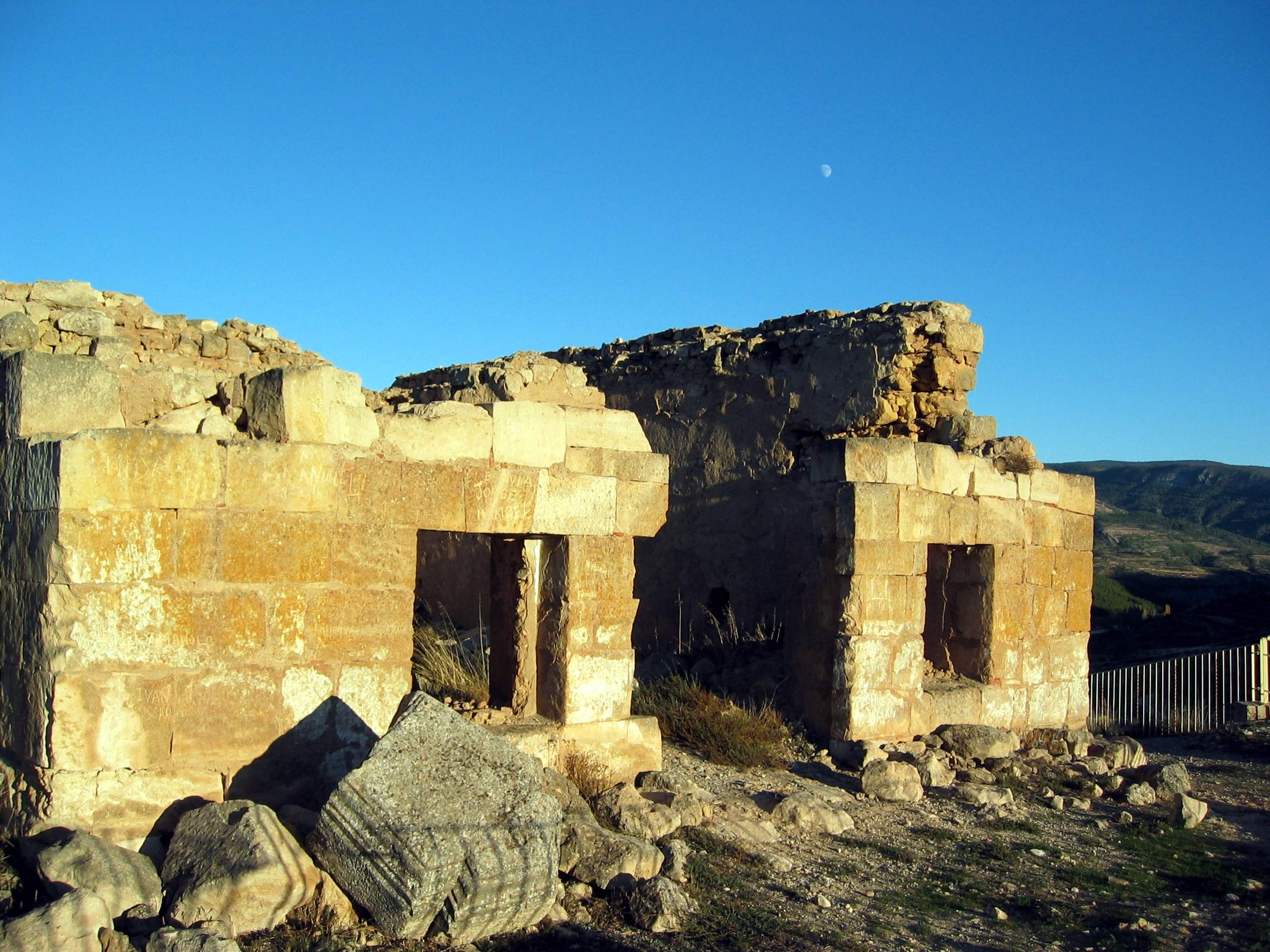
Vista de las ruinas de la ermita de Santa Bárbara en Ademuz (Valencia), con detalle de la fachada principal..

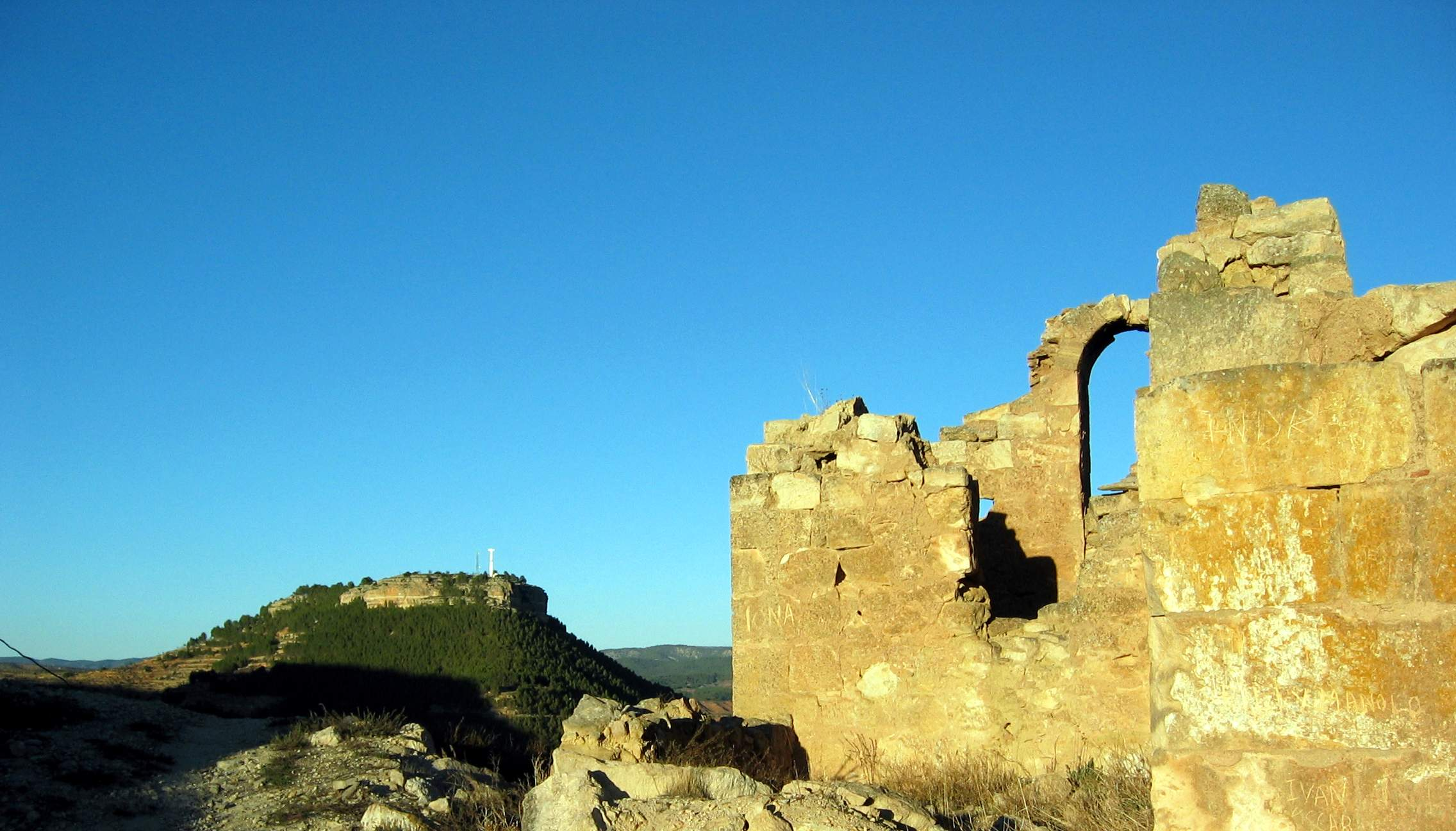
Vista de las ruinas de la ermita de Santa Bárbara en Ademuz (Valencia), con detalle de la espadaña y el Pico Castro al fondo..

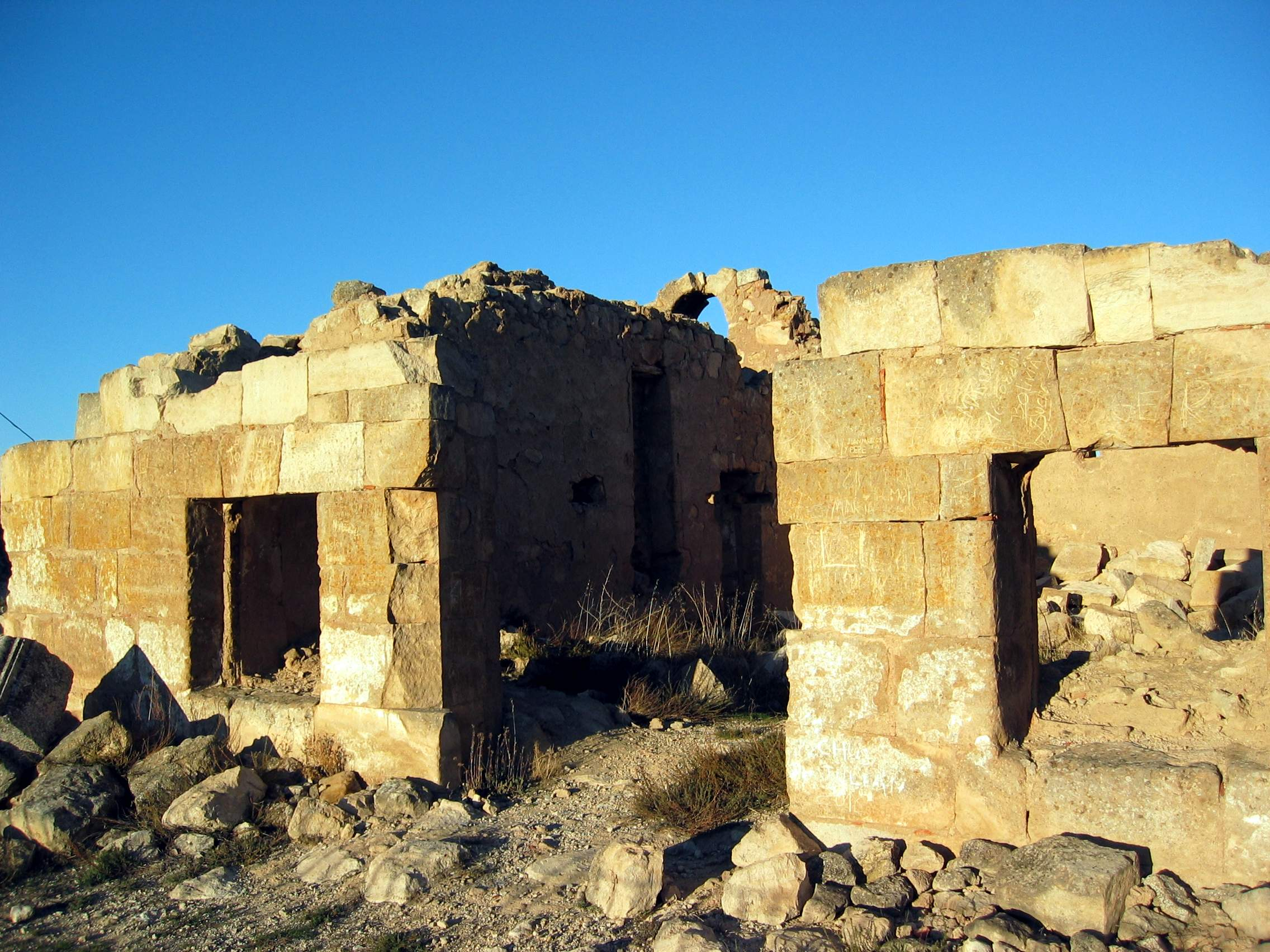
Vista de las ruinas de la ermita de Santa Bárbara en Ademuz (Valencia), con detalle de la fachada principal..

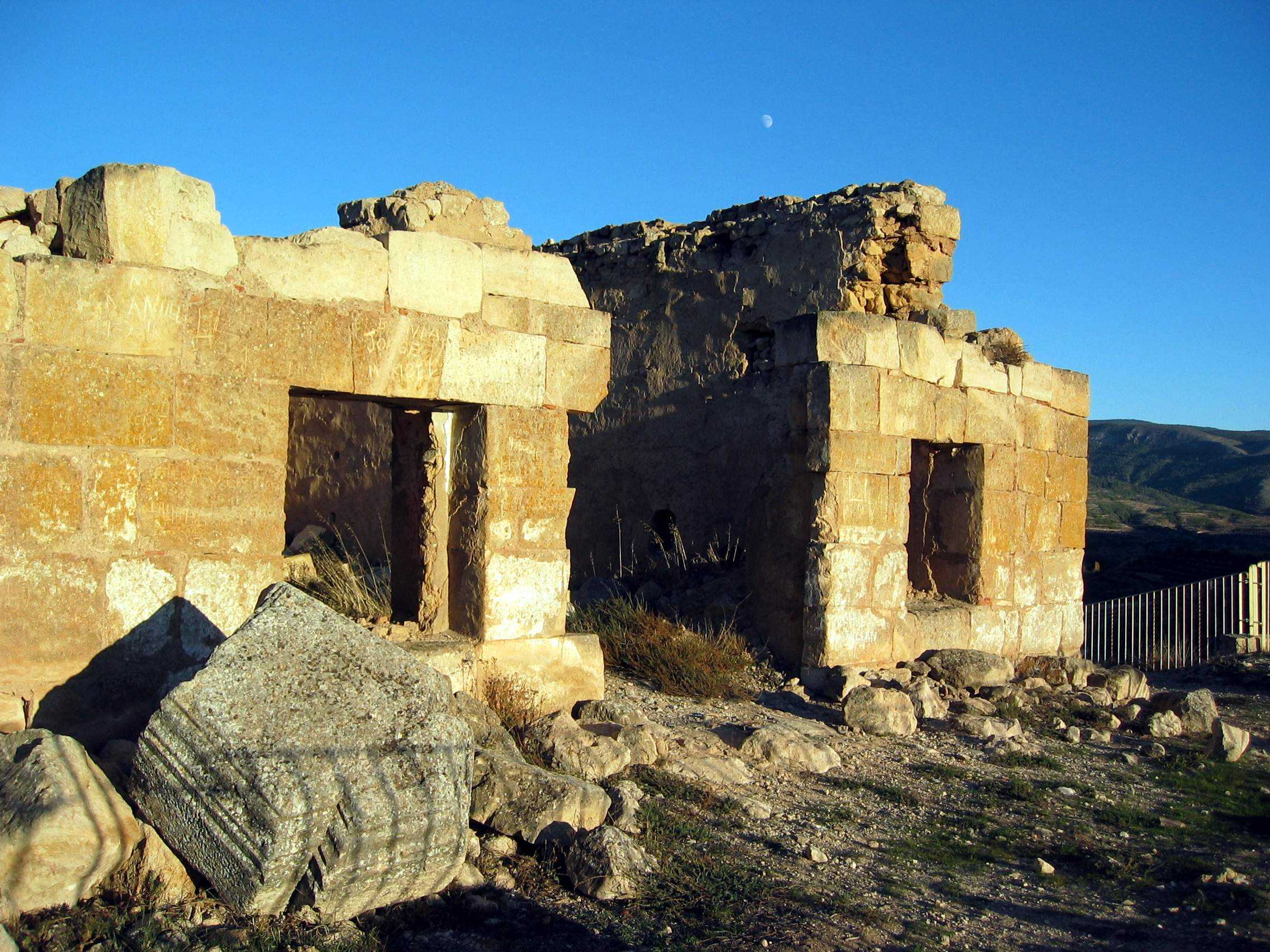
Vista de las ruinas de la ermita de Santa Bárbara en Ademuz (Valencia), con detalle de la fachada principal..

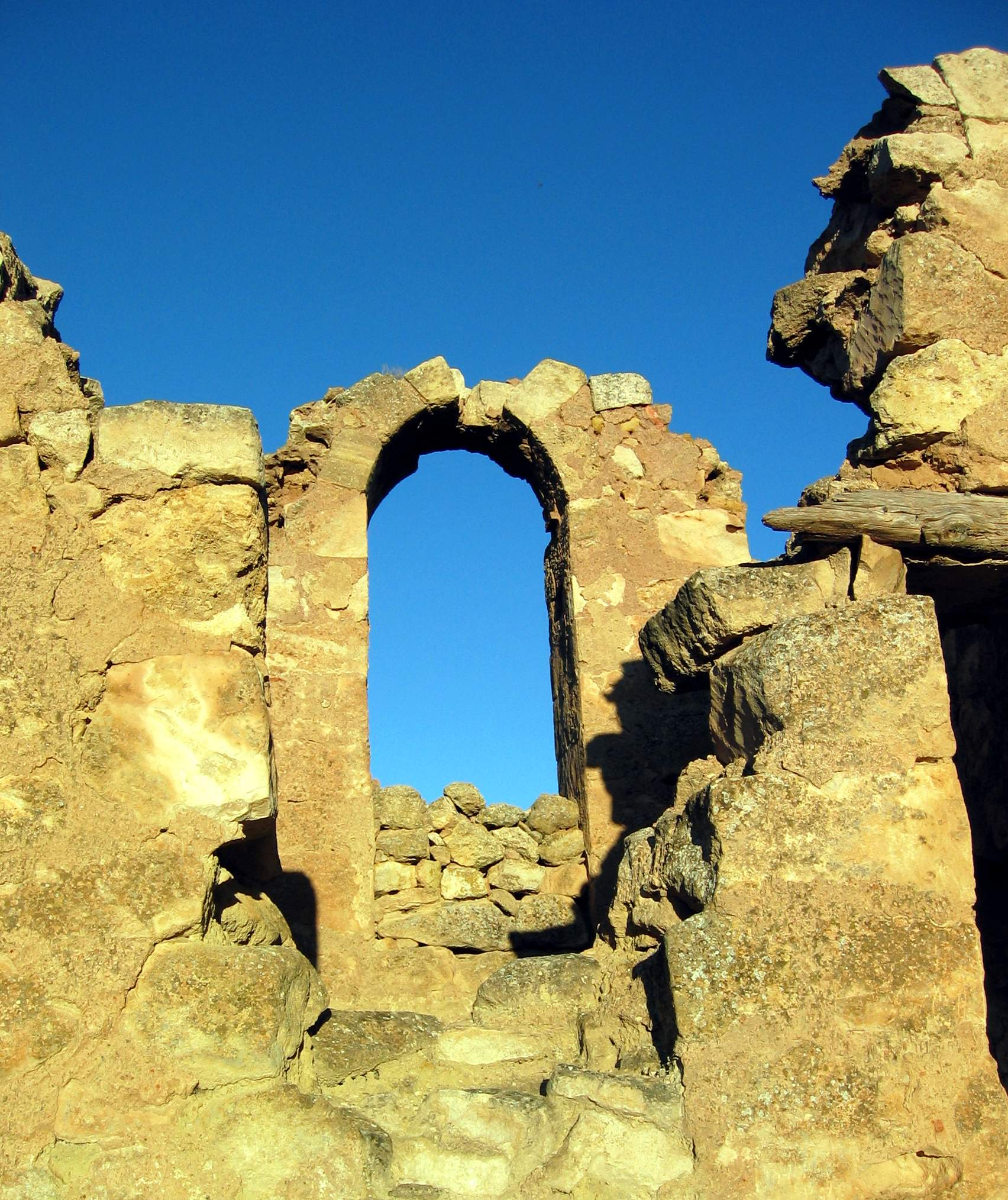
Vista de las ruinas de la ermita de Santa Bárbara en Ademuz (Valencia), con detalle de la espadaña..

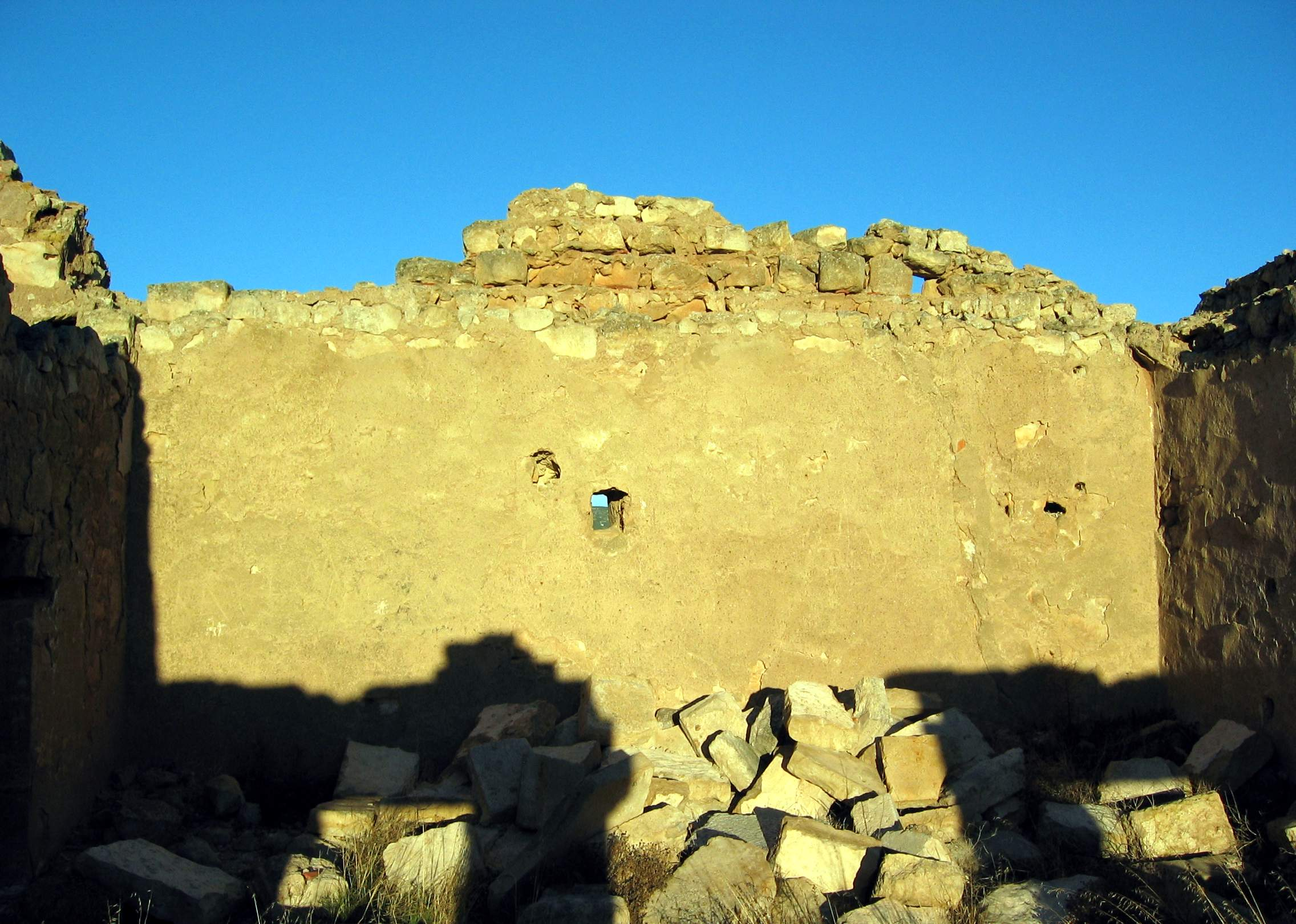
Vista interior de las ruinas de la ermita de Santa Bárbara en Ademuz (Valencia), con detalle del testero..

Las ruinas de la ermita fueron declaradas Bien de Relevancia Local por la Consejería de Cultura de la Generalidad Valenciana (2007).

## Ubicación
Las ruinas de la ermita se hallan en el cerro del castillo que corona la población, dentro de lo que fuera el recinto de la fortaleza medieval. 
Ocupa parte del solar de la primitiva parroquial intramuros de San Pedro, fundada en el siglo XIII, tras la conquista cristiana de Pedro II de Aragón (1210).
Las ruinas ocupan un lugar estratégico, pues desde su solar puede contemplarse uno de los mejores panoramas de la comarca, hasta el punto de constituir un verdadero Mirador sobre la vega del Turia, el barranco seco y la desembocadura del Bohilgues, que rinde sus aguas por debajo de la población.

## Historia
En las «Relaciones Geográficas» (1921) de Vicente Castañeda Alcover (1884-1958) , hecha a ruego del geógrafo Tomás López (siglo XVIII), se dice:

«En una hermita que hai donde estuvo el castillo, se conserva y venera una pequeña cruz de yerro, que acercándose alguna tempestad, silva, suda, arroja a larga distancia chispas y se corona de una especie de estrellas; de todo lo qual y de algunas otras particularidades informó al Papa el obispo de Segorbe don Francisco Gavaldá a la mitad del siglo pasado (siglo XVII) en su visita ad limina».
Del paisaje, alma del Rincón de Ademuz, Alfredo Sánchez Garzón

Ciertamente, el obispo de Segorbe, fray Francisco Gavaldá Guasch (1652-1660), en su célebre «Relación» de 1656 informa al Papa Alejandro VII (1655-1667) de todo lo relativo al terremoto ocurrido en esa fecha y de los desastres que ocasionó en la villa, incluyendo la destrucción del castillo, de la vieja parroquial intramuros de San Pedro, y de las propiedades presuntamente milagrosas de aquella cruz. Del asunto de la cruz que «chillaba»·cuando había tormenta, se ocupó también el Santo Oficio, «sin que en la villa de Ademuz se conociese el resultado de las diligencias instruidas debido al riguroso secreto de la Inquisición en sus actuaciones».
Del presunto milagro de la cruz de Ademuz dio cumplida explicación el botánico Cavanilles -que estuvo en el lugar a principios de septiembre de 1792-: «Una ligera tintura de física, y tal qual instrucción en el artículo de electricidad aclararia hechos, y disiparia preocupaciones, hijas de la ignorancia», pues como bien dice el ilustrado naturalista, los milagros «sabemos no se producen sin necesidad».
Destruida la vieja parroquial de San Pedro en el terremoto del 7 de junio de 1656, así como el propio castillo, fue construida en ese mismo siglo la ermita de Santa Bárbara.
Contra los muros de antigua parroquial se hallaba el primitivo cementerio de la población, el fossar de San Pedro y la célebre Cruz que chilla, que emitía misteriosos sonidos cuando se acercaba alguna tormenta perniciosa. 
Desde su construcción, a finales del siglo XVII, principios del siglo XVIII, la ermita de Santa Bárbara se conservó en relativo buen estado, no obstante los retoques, anexos y obras de mantenimiento que necesitara a lo largo de su existencia. Las fotografías que se conservan de los años treinta, así lo demuestran, viendo también que en la fachada principal poseía un pórtico cubierto sobre la entrada, con vertiente a dos aguas.
Durante la guerra civil española (1936-1939), sufrió los embates de la revolución, pues la ermita fue saqueada, su retablo y altar destruido, sus ornamentos desaparecidos, sufriendo también desperfectos en su fábrica. Según testimonios, el desteje de la ermita tuvo lugar poco después de la guerra, para costear los bancos de la parroquial:

«[...] después de la guerra la iglesia se llenaba de gente, pero estaba muy arruinada, no había ni bancos. Entonces se les ocurrió al cura y al alcalde de entonces, destejar la ermita (de Santa Bárbara) y vender las tejas y la madera, que era de pino, para costear el mobiliario del templo. Con el dinero obtenido hicieron unos bancos de chopo y los pintaron de negro, así fue como llenaron la iglesia de bancos, dos hileras de arriba abajo...».
Ángel Aparicio Domingo, el último sacristán de Ademuz, Alfredo Sánchez Garzón

Cuando Lluch Garín visitó las ruinas de la ermita -el 7 de agosto de 1957-, comenta: «Allí, en lo alto de la loma, se levantaban las ruinas de la famosa Ermita de Santa Bárbara, entre las que vi a una viejecita sentada sobre unas piedras sillares junto a un rebaño de borregos blancos y negros que pacía al socaire de los muros desmochados». Curiosamente, el autor no describe su interior, porque ya estaba arruinado con motivo del desmonte de su cobertura para el aprovechamiento de las tejas y maderas. La fotografía que coloca para ilustrar su texto debe ser anterior, ya que en la imagen la ermita conserva todavía su techumbre, cuando resulta evidente que a dicha fecha ya no la tenía.

## De la fábrica
Las ruinas de la ermita de Santa Bárbara se ubican en el extremo occidental del recinto del castillo de Ademuz, al borde del cantil de «La Solana». Su planta es alargada, orientada en posición noreste(cabecera) suroeste pies), con la fachada principal mirando a poniente. 
Sus muros son de piedra tallada en todo su perímetro, con un saledizo en la cabecera, lado del evangelio (izquierda) y un machón de fábrica posterior en la fachada oriental. 
En el saledizo de cabecera (lado del evangelio) puede verse todavía un hueco con arco de medio punto que aprovechaba como espadaña para la campana, y una tragaluz alargado, tipo arpillera en el muro lateral. 
El cuerpo saliente albergaba la sacristía, a la que se accedía desde el interior del santuario. Poseía también una abertura en el mismo muro que le comunicaba con otro recinto anexo a la ermita por ese mismo lado, que servía de vivienda a los ermitaños o «santeros» cuidadores del lugar. 
La puerta principal se halla en la fachada de poniente (suroccidental), sus muros son de piedra sillera y posee arco recto y dos aberturas, una a cada lado de la entrada. El atrio exterior cubierto que poseía desapareció con el desteje del edificio. Sus paredes interiores aún conservan restos del revoco de yeso. En el muro del evangelio hay un hueco a modo de hornacina, junto a la abertura que comunicaba la nave de la ermita con el cuerpo saledizo, correspondiente a la sacristía. 
No obstante hallarse en ruinas desde los años cuarenta del siglo XX, la silueta de la ermita en lo alto del cerro del castillo resulta consustancia a la imagen de la villa.

## Culto
Aunque el ruinoso ermitorio carece de culto, todavía se conserva la antigua tradición de la 'Fiesta de la Santa Cruz, en el mes de mayo: momento en que tras la misa en la parroquial se sube hasta el lugar de las ruinas para la Bendición de Términos, ceremonia que tiene por objerto propiciar las buenas cosechas en el término municipal ademucero.

## Galería

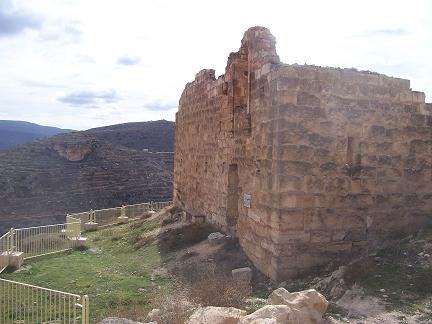
Ermita de Santa Bárbara. Siglo XVII. Ademuz.
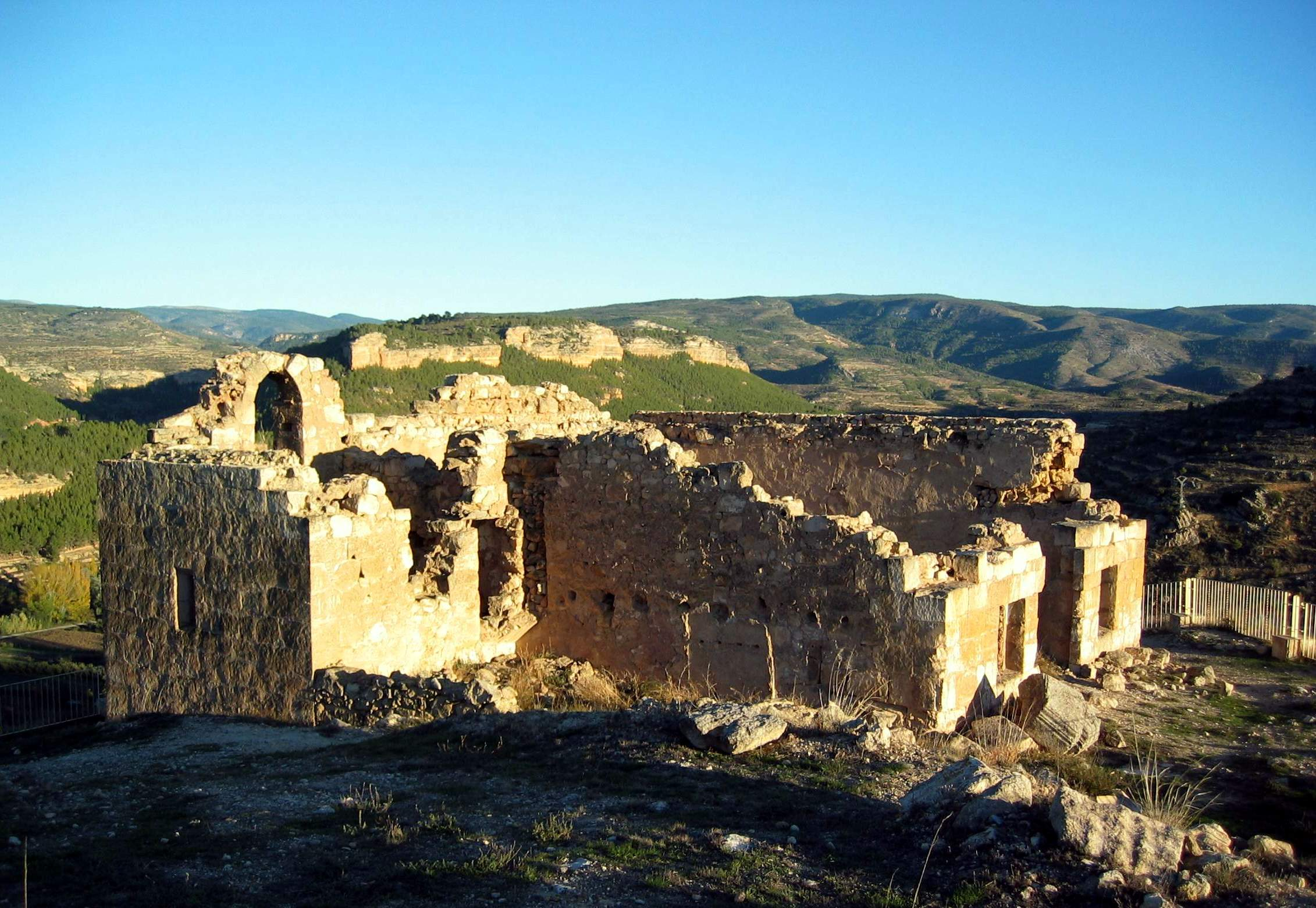
Vista fronto-lateral izquierda de las ruinas de la ermita de Santa Bárbara en Ademuz (Valencia). Siglo XVII.
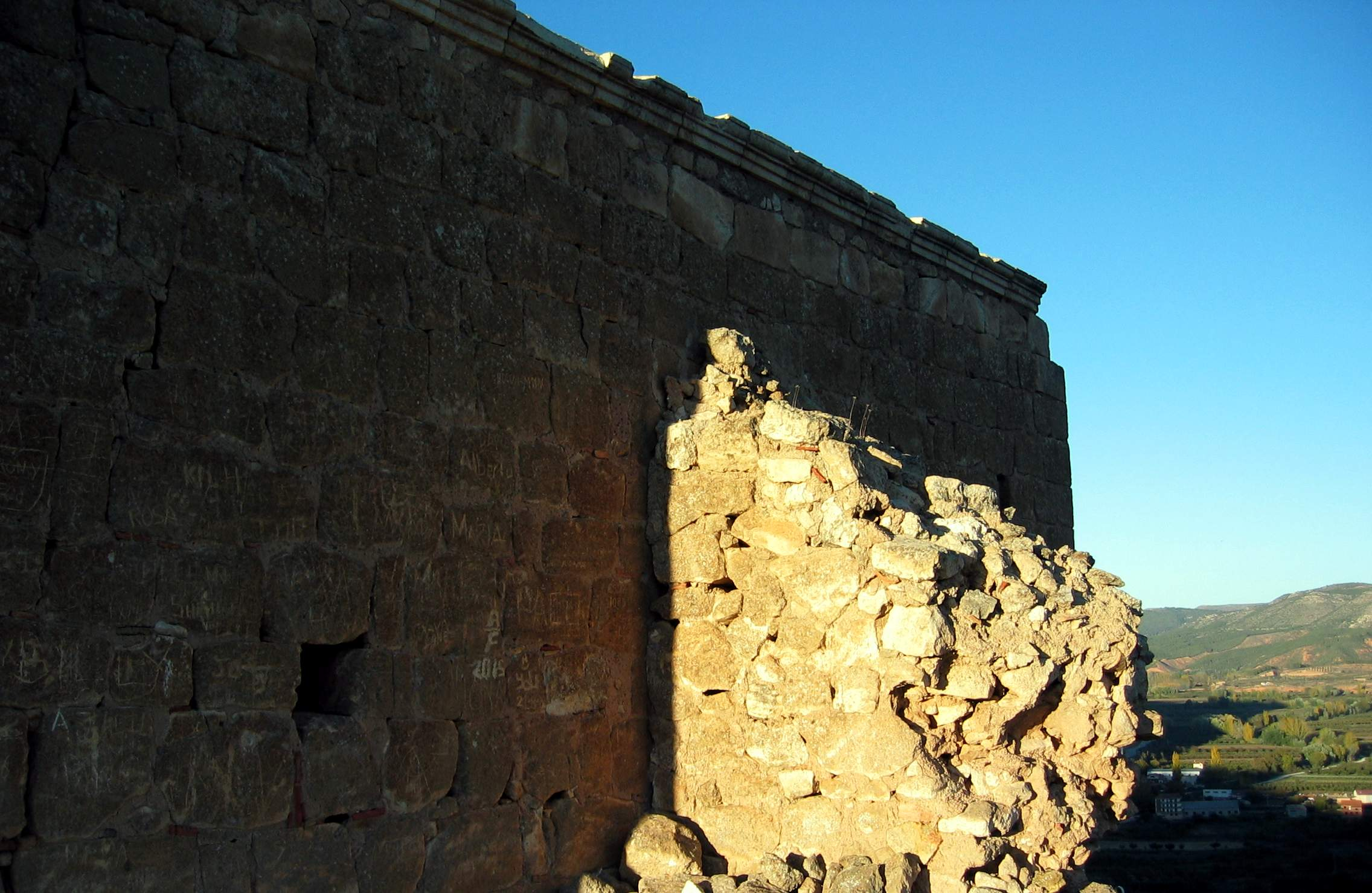
Vista de las ruinas de la ermita de Santa Bárbara en Ademuz (Valencia), con detalle del machón meridional. Siglo XVII.
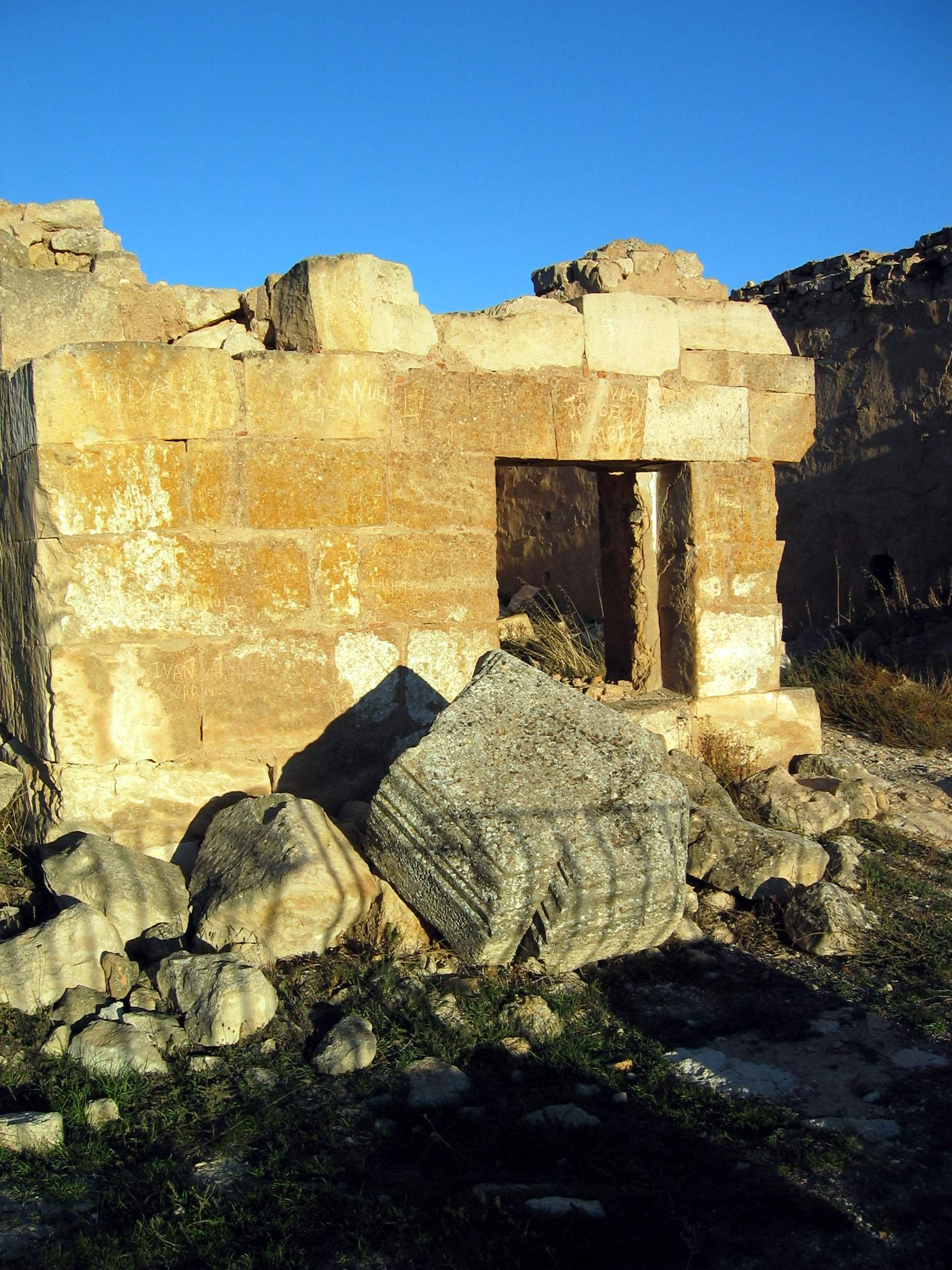
Vista de las ruinas de la ermita de Santa Bárbara en Ademuz (Valencia), con detalle de la fachada suroccidental. Siglo XVII.
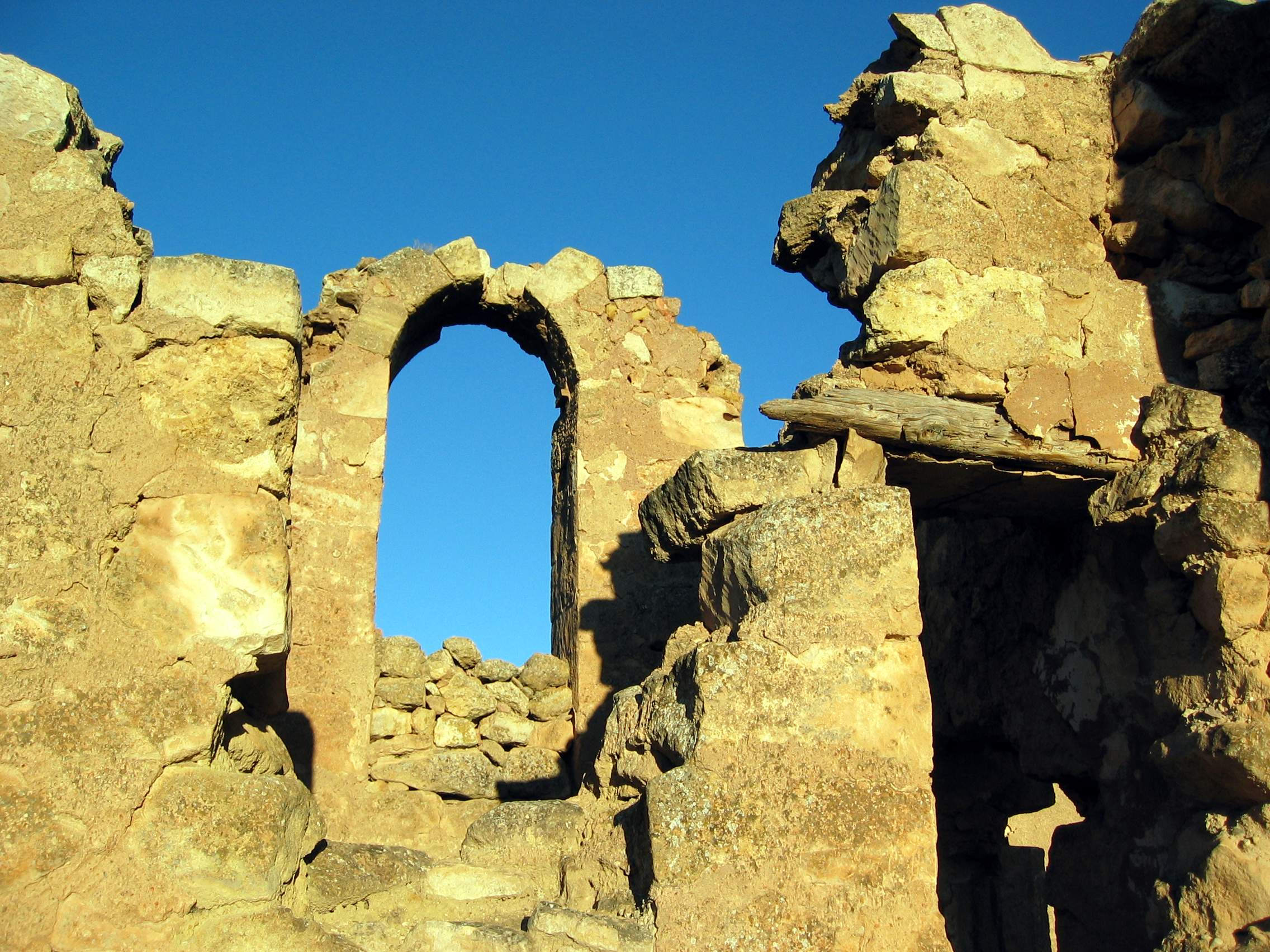
Vista de las ruinas de la ermita de Santa Bárbara en Ademuz (Valencia), con detalle de la espadaña. Siglo XVII.
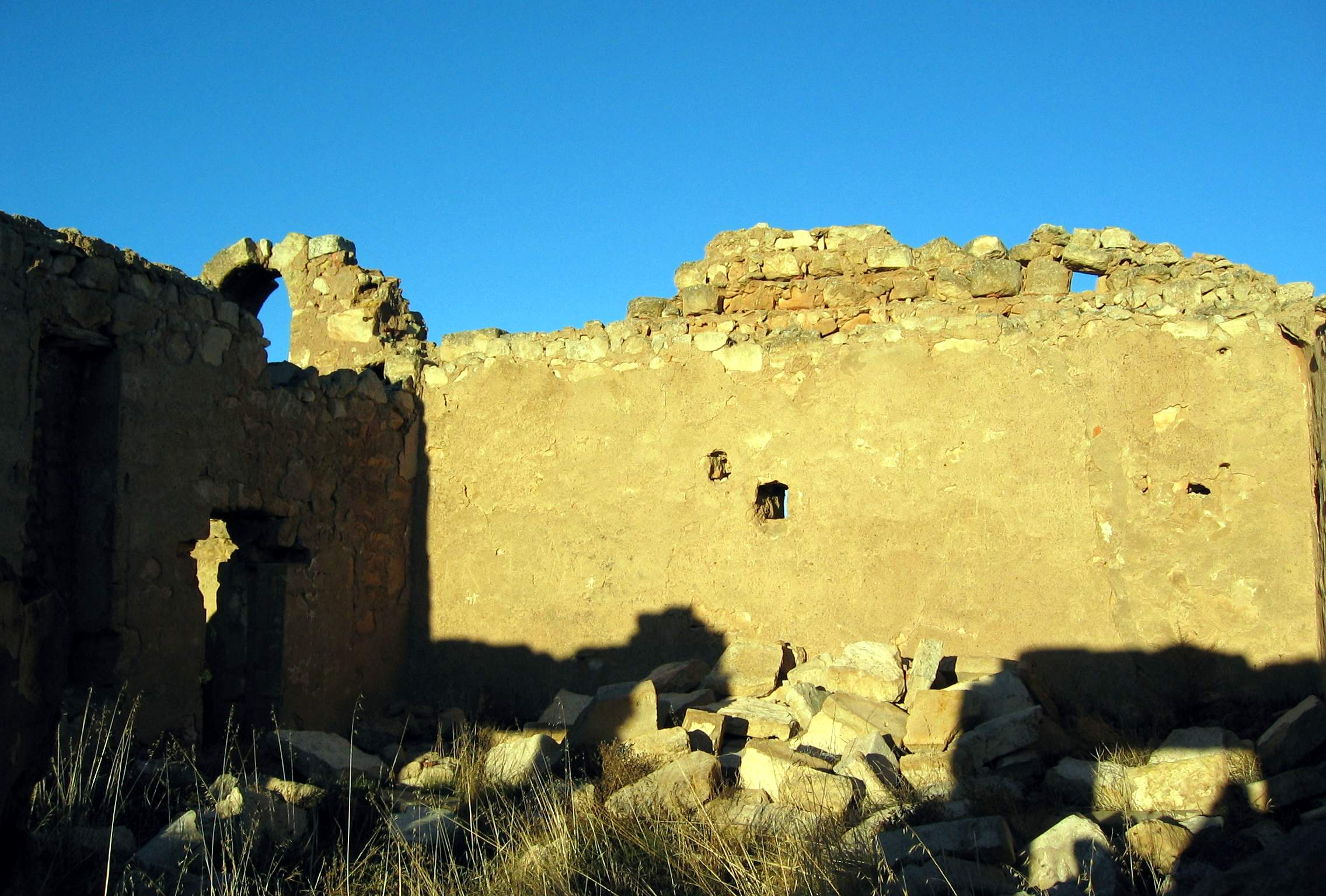
Vista de las ruinas de la ermita de Santa Bárbara en Ademuz (Valencia), con detalle del interior. Siglo XVII.
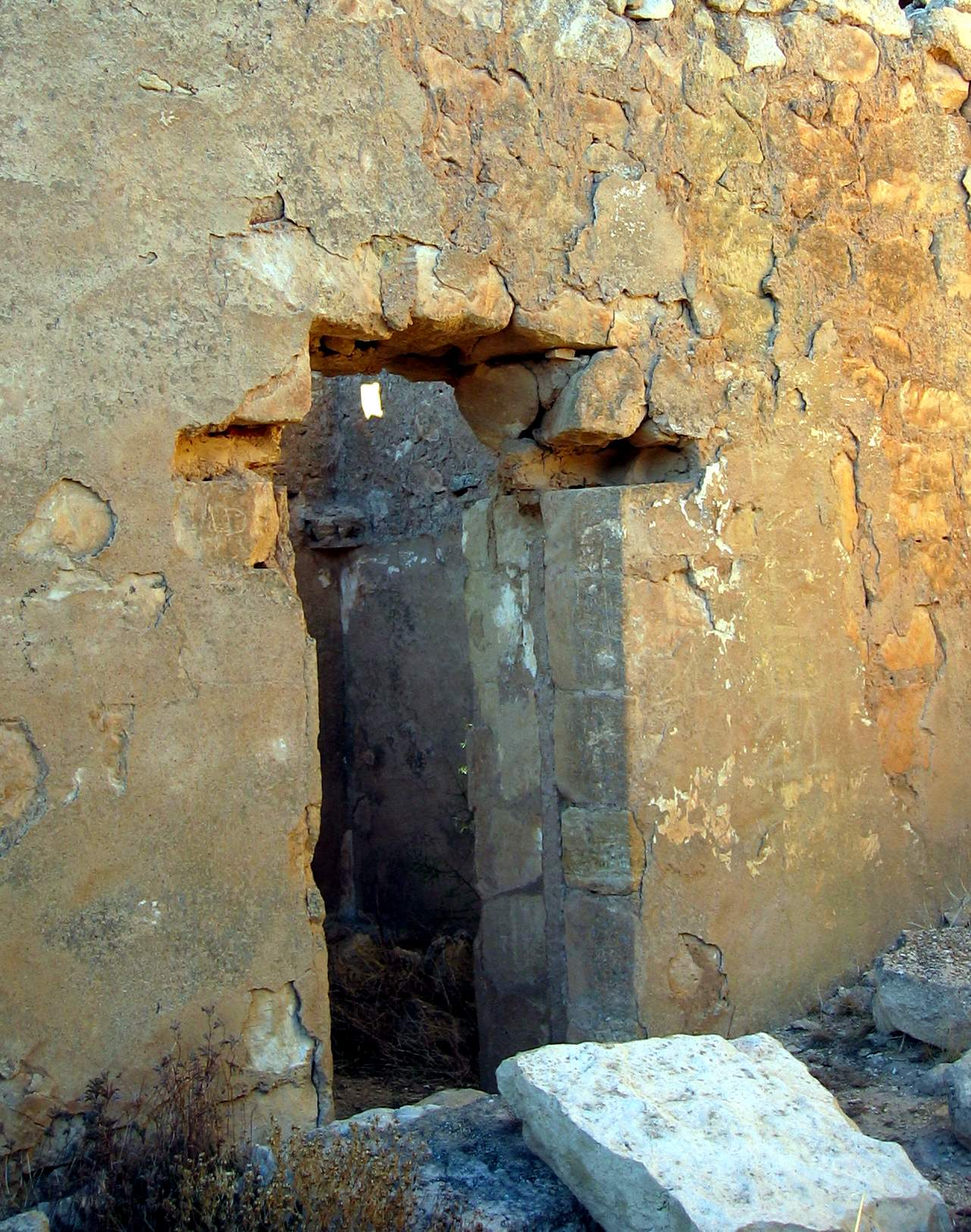
Vista interior de las ruinas de la ermita de Santa Bárbara en Ademuz (Valencia), con detalle de la entrada a la sacristía. Siglo XVII.
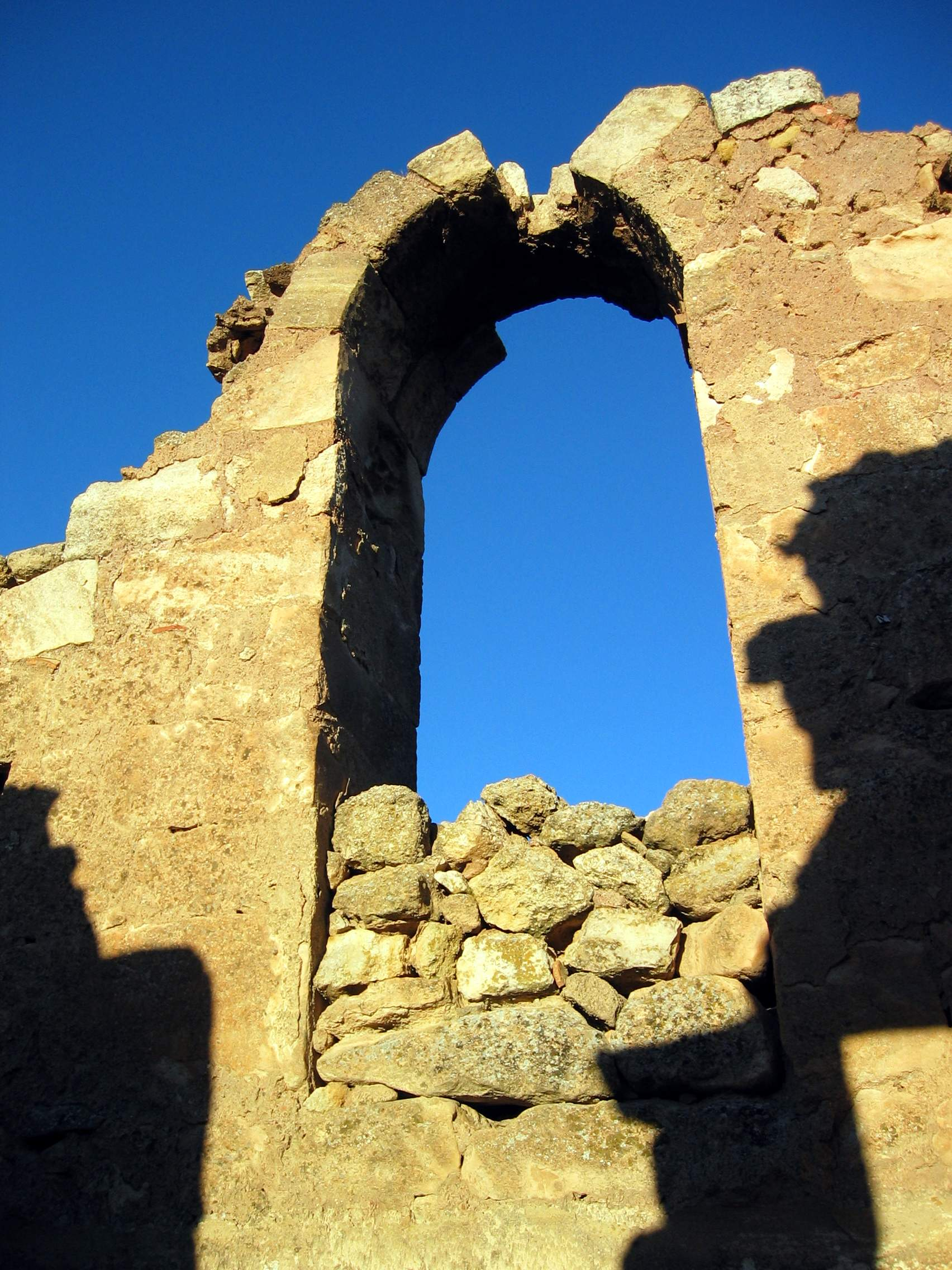
Vista interior de las ruinas de la ermita de Santa Bárbara en Ademuz (Valencia), con detalle de la espadaña. Siglo XVII.
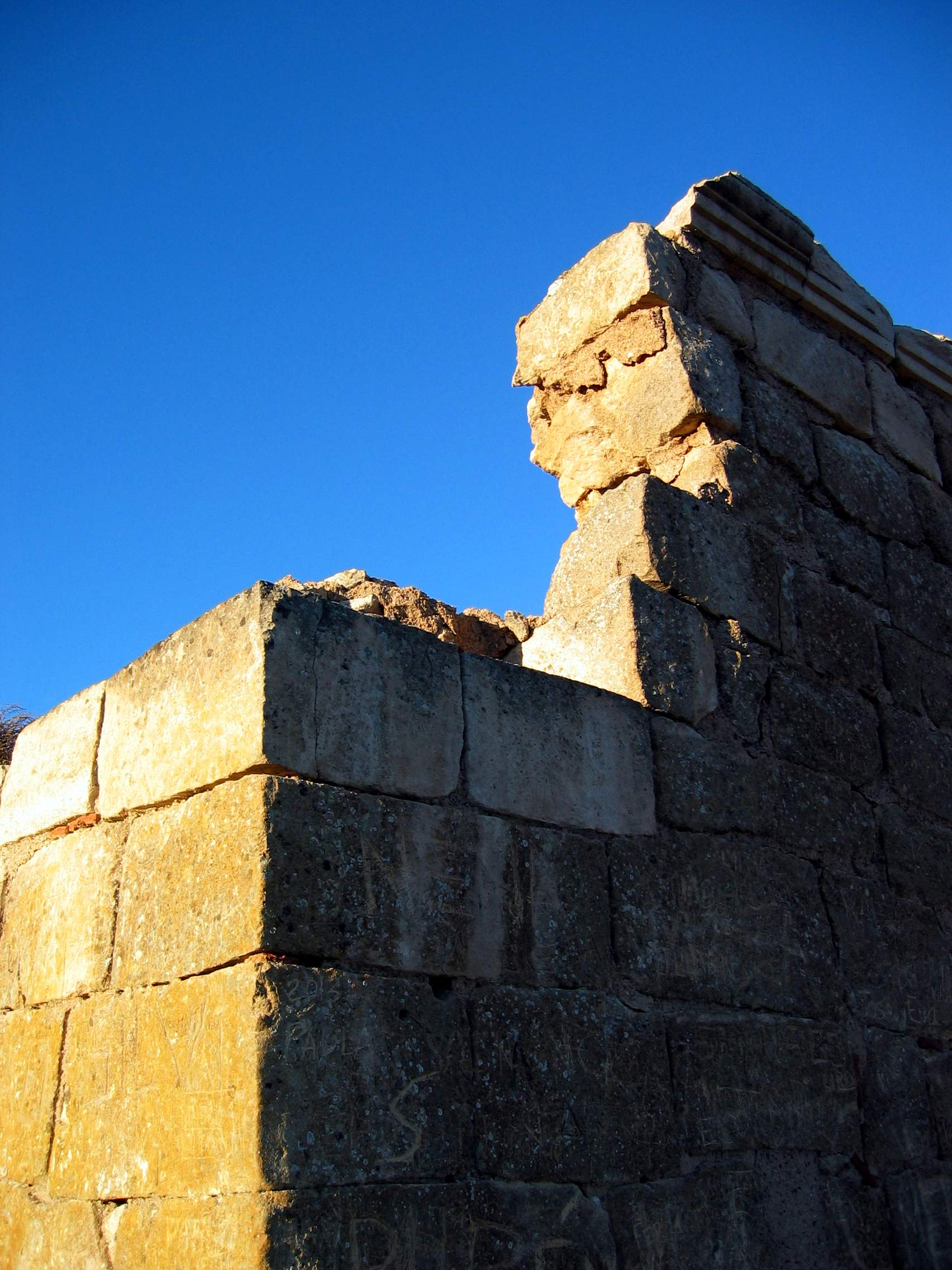
Vista de las ruinas de la ermita de Santa Bárbara en Ademuz (Valencia), con detalle de la trabazón de los sillares en el ángulo suroriental. Siglo XVII.
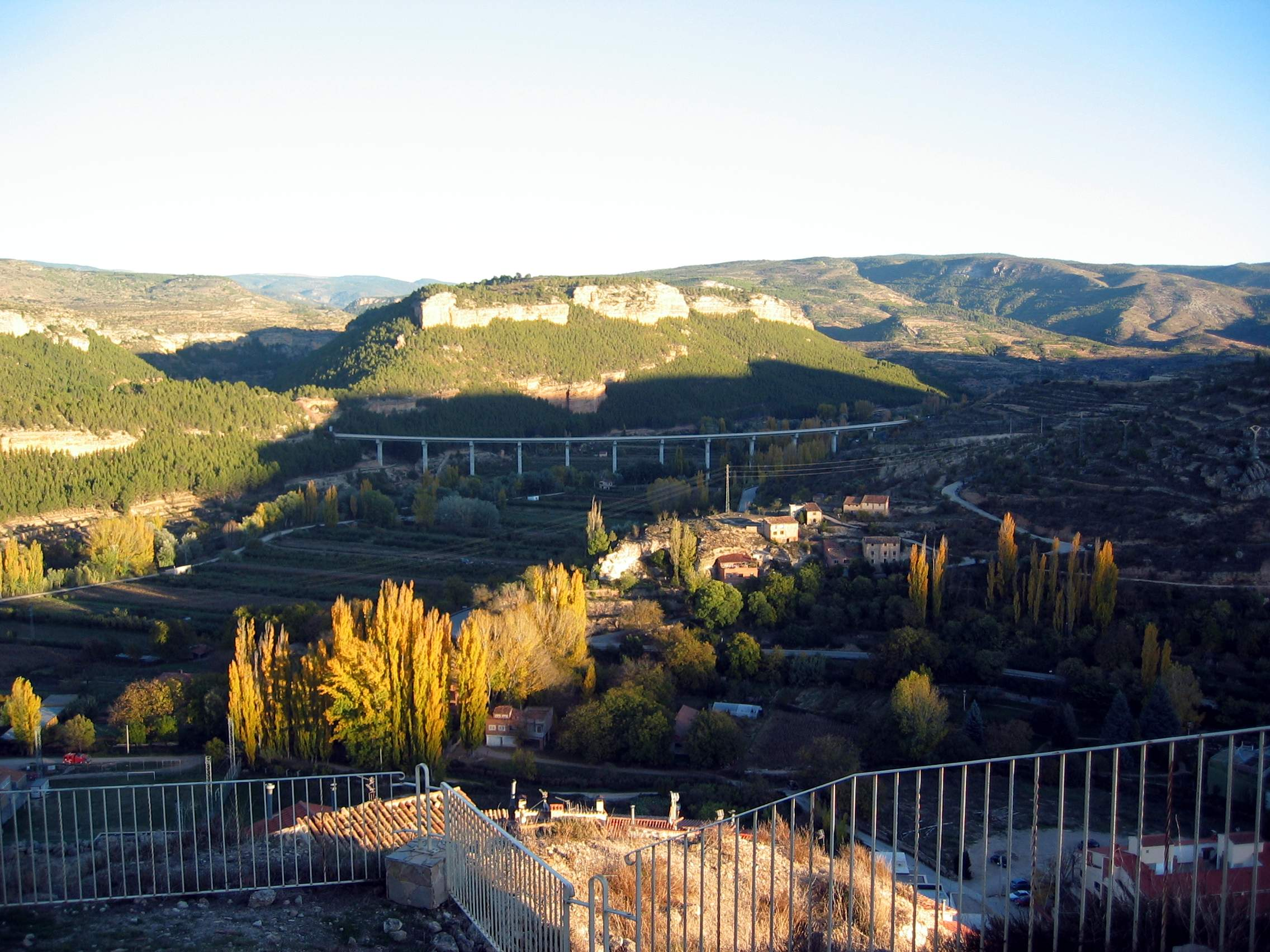
Panorama suroriental del valle del Turia desde las ruinas de la ermita de Santa Bárbara en Ademuz (Valencia), con detalle del Pico de la Muela al fondo.
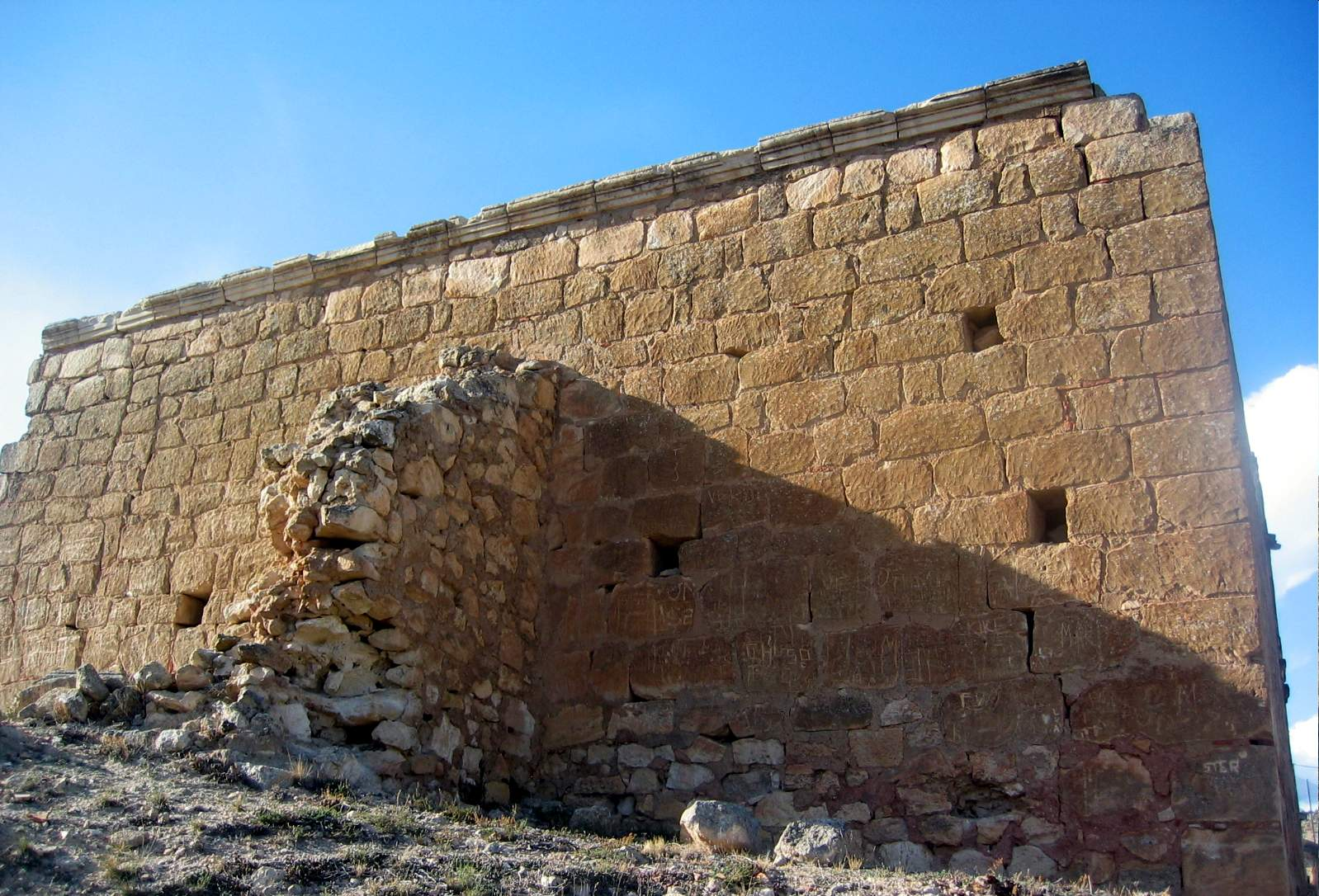
Vista de las ruinas de la ermita de Santa Bárbara en Ademuz (Valencia), con detalle del machón en el muro meridional. Siglo XVII.
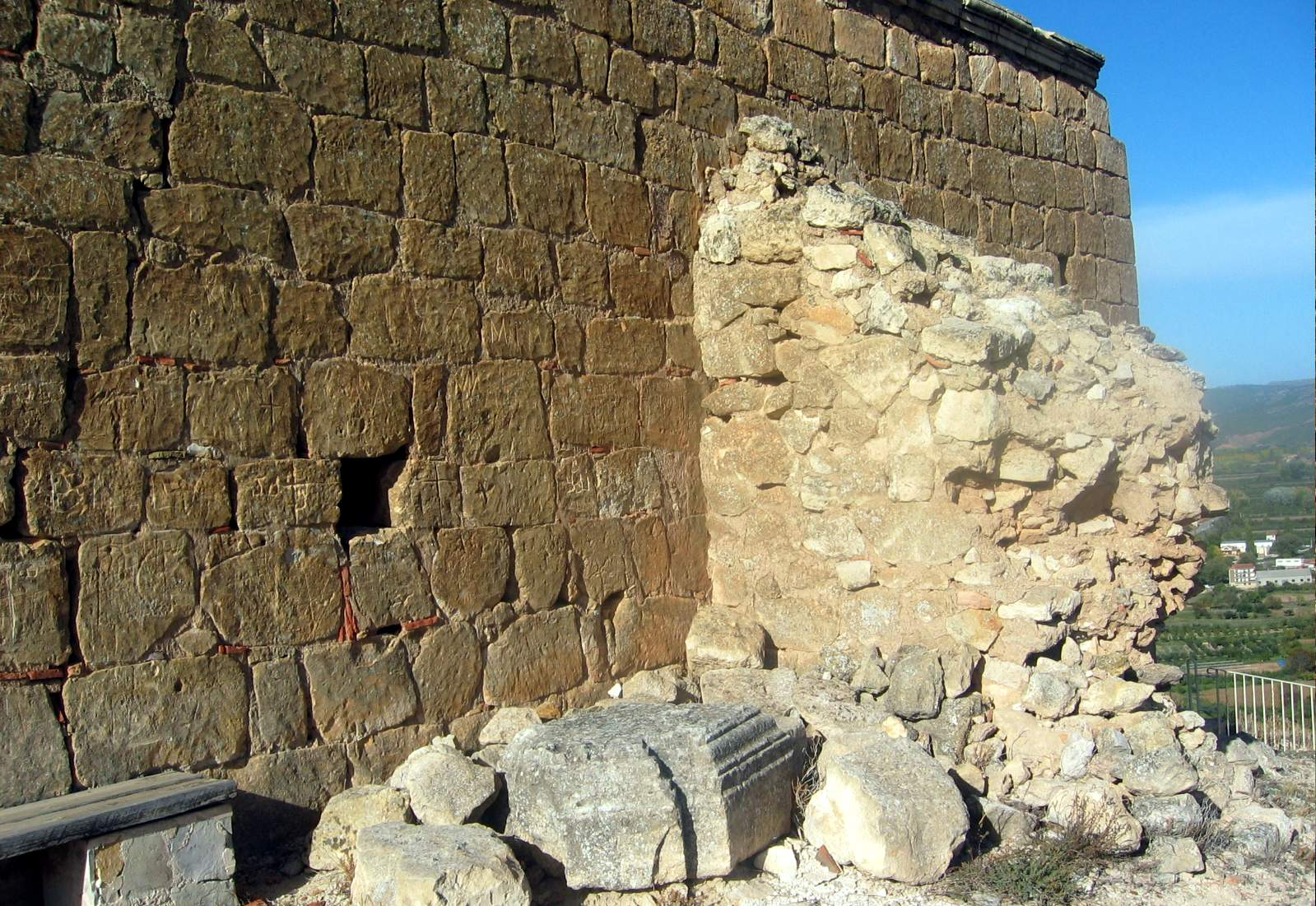
Vista de las ruinas de la ermita de Santa Bárbara en Ademuz (Valencia), con detalle del machón en el muro meridional. Siglo XVII.
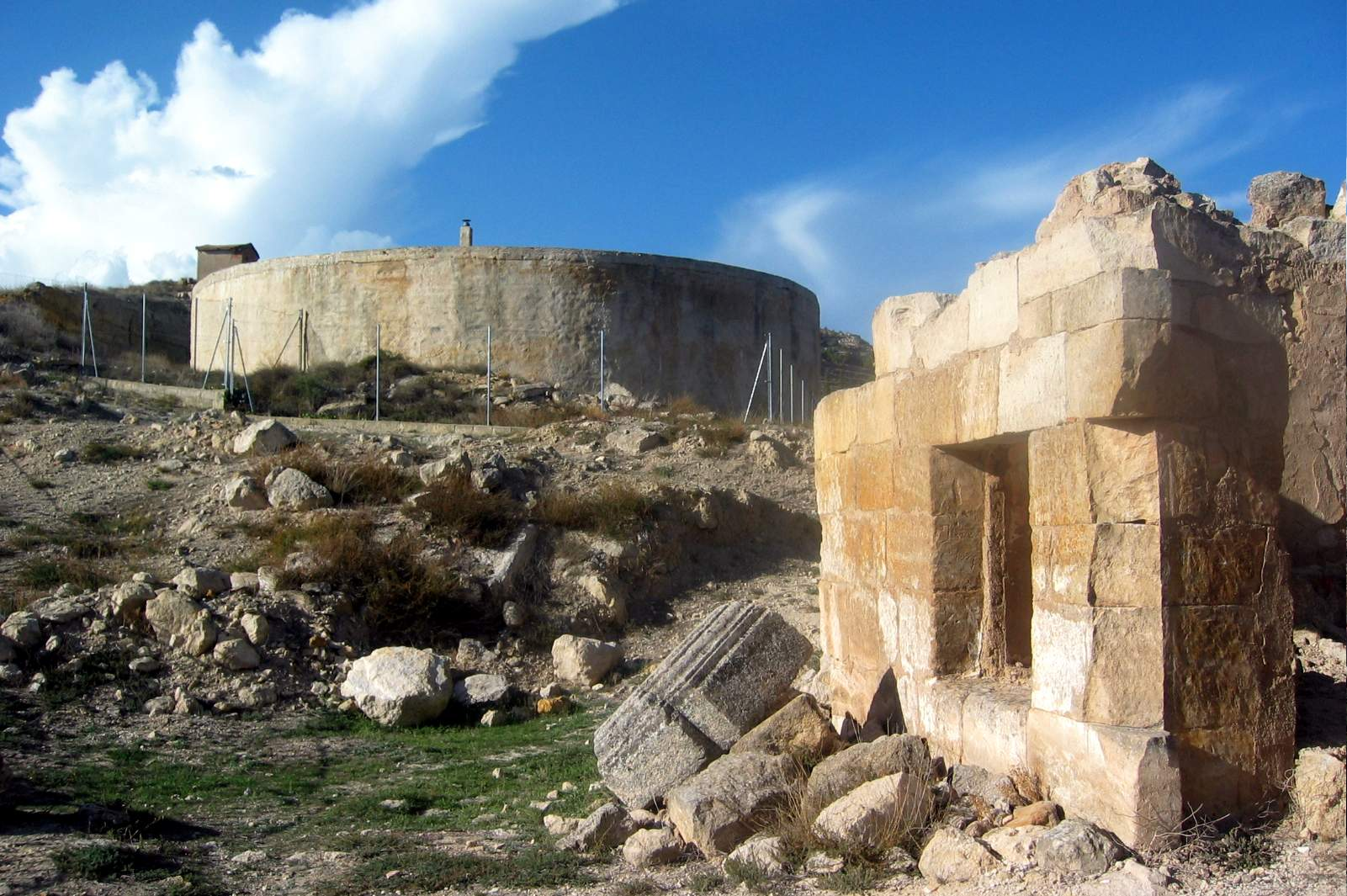
Vista de las ruinas de la ermita de Santa Bárbara en Ademuz (Valencia), con detalle del depósito del agua potable que abastece a la población al fondo. Siglo XVII.
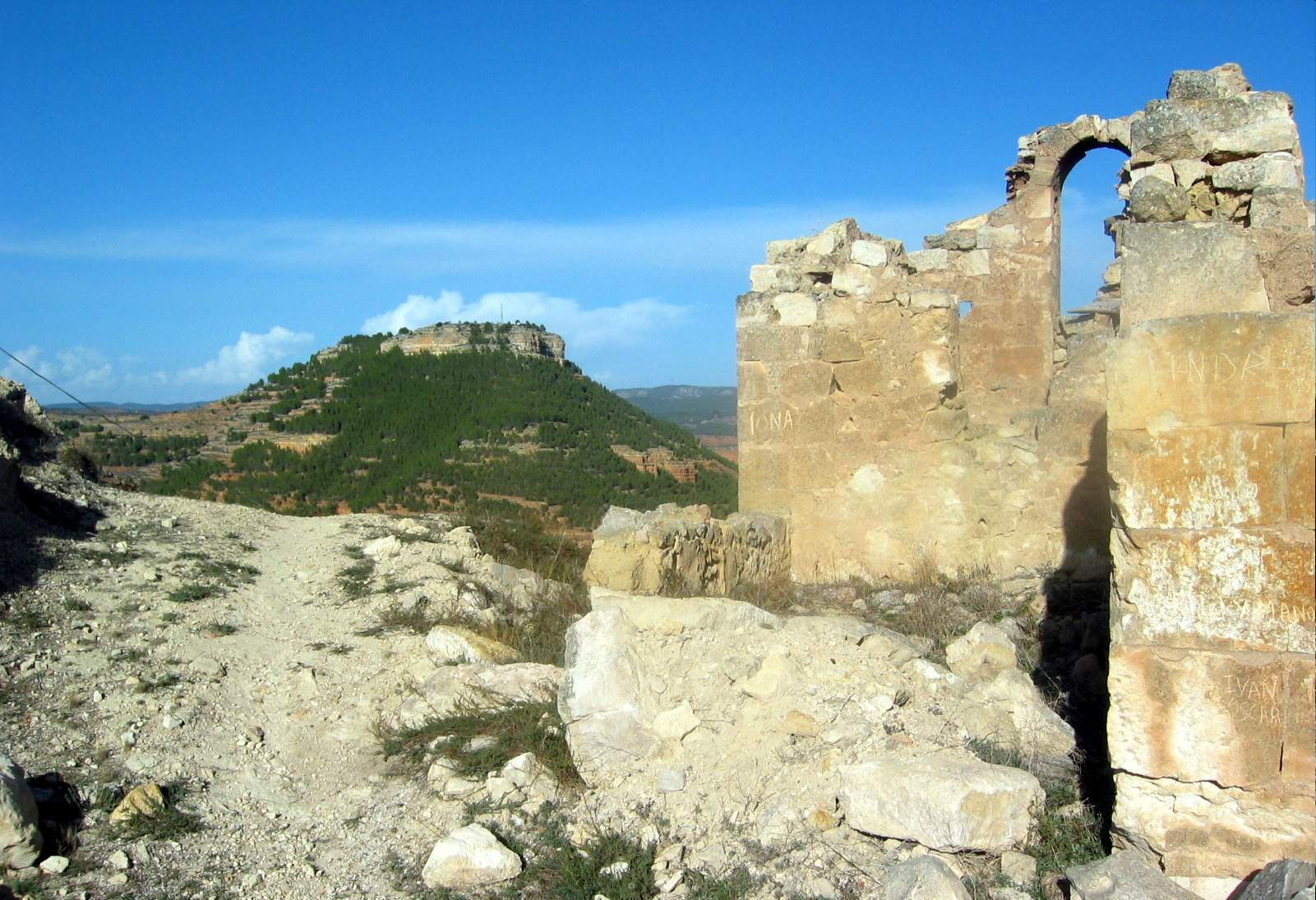
Vista de las ruinas de la ermita de Santa Bárbara en Ademuz (Valencia), con detalle del Pico Castro al fondo. Siglo XVII.
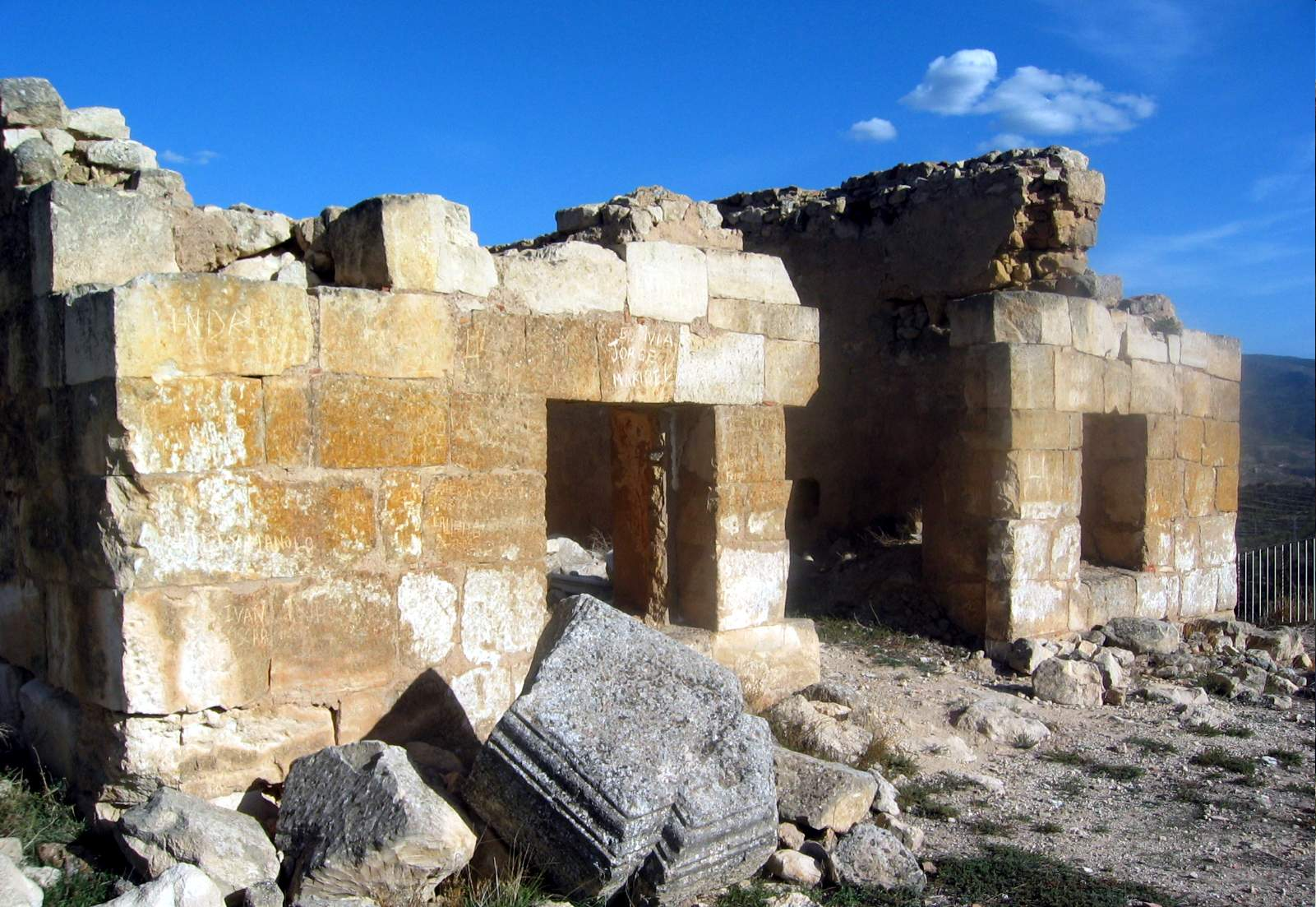
Vista de las ruinas de la ermita de Santa Bárbara en Ademuz (Valencia), con detalle del frontis, entrada y vanos laterales. Siglo XVII.
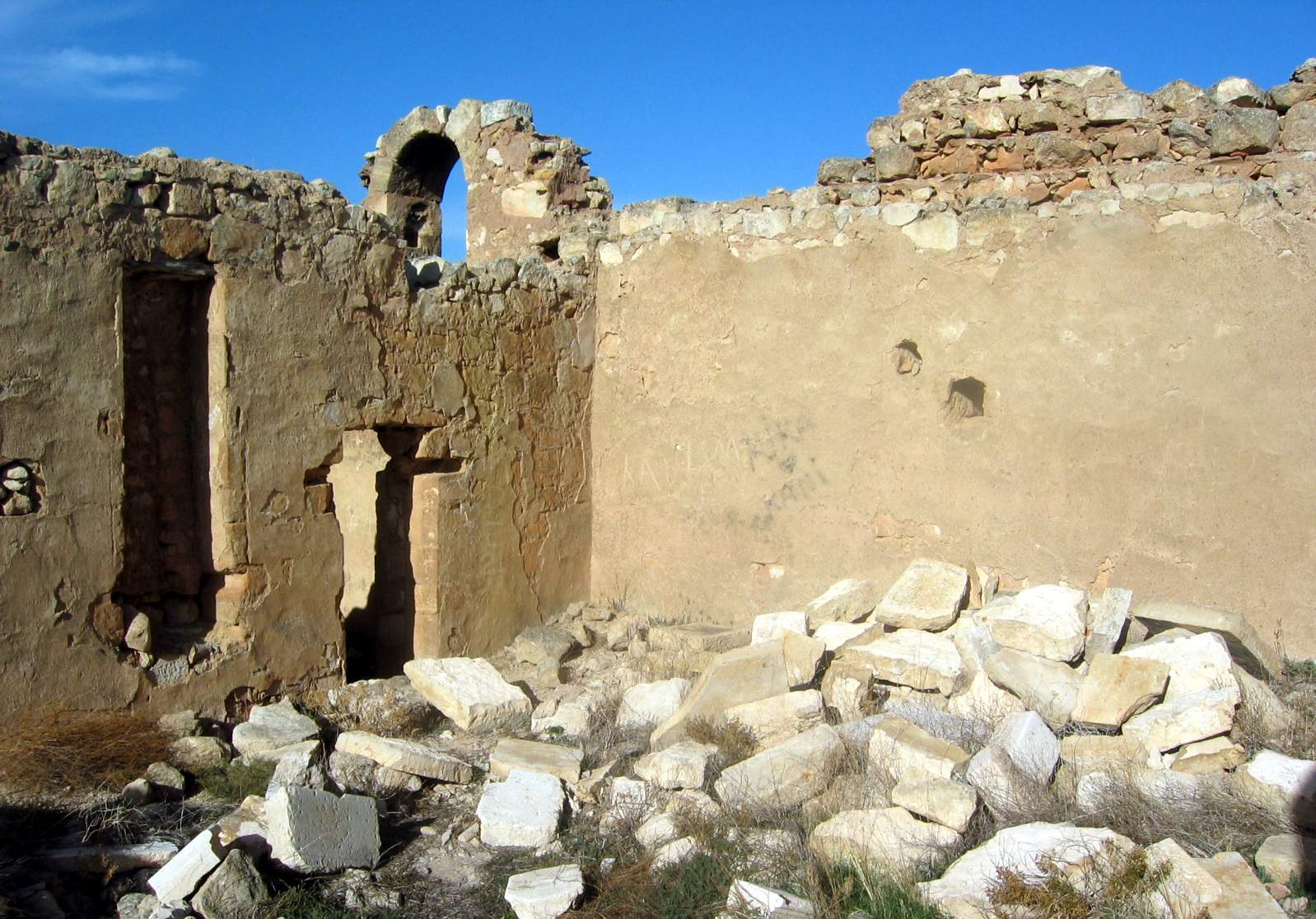
Vista interior de las ruinas de la ermita de Santa Bárbara en Ademuz (Valencia), con detalle del testero y de la entrada a la sacristía. Siglo XVII.
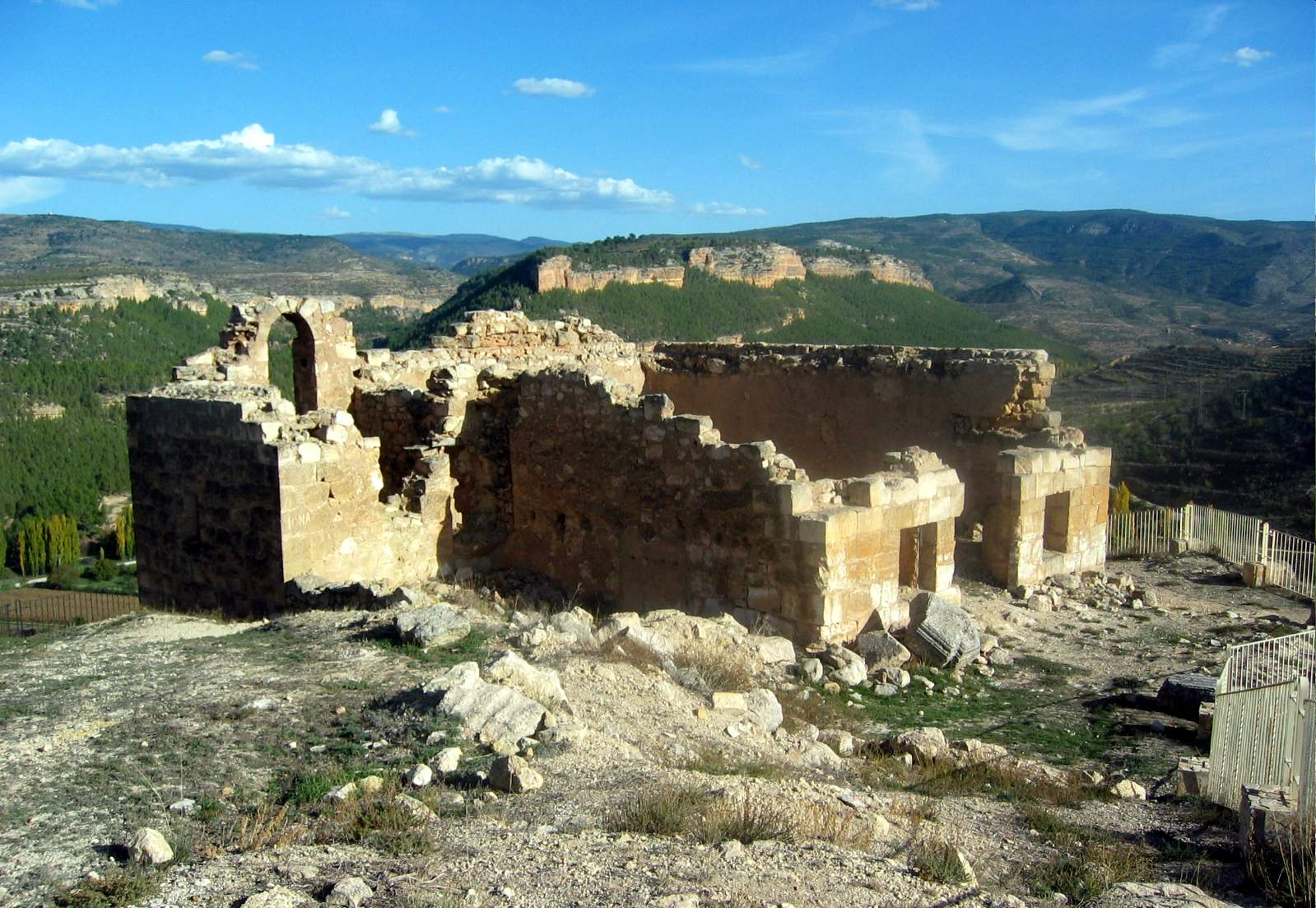
Vista general (suroccidental) de las ruinas de la ermita de Santa Bárbara en Ademuz (Valencia). Siglo XVII.
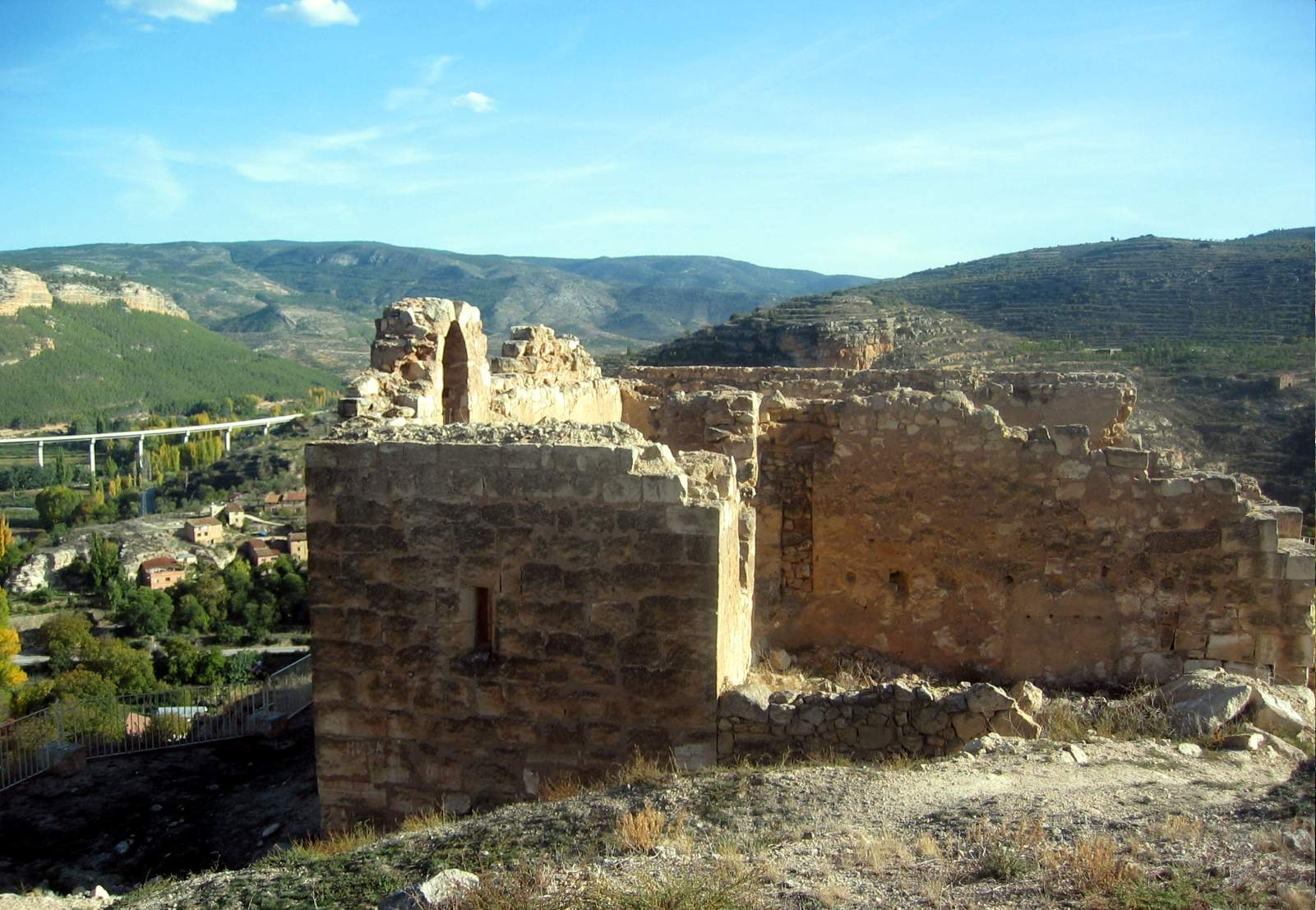
Vista de las ruinas de la ermita de Santa Bárbara en Ademuz (Valencia), con detalle del recinto de la sacristía y solar correspondiente a la casa del ermitaño. Siglo XVII.
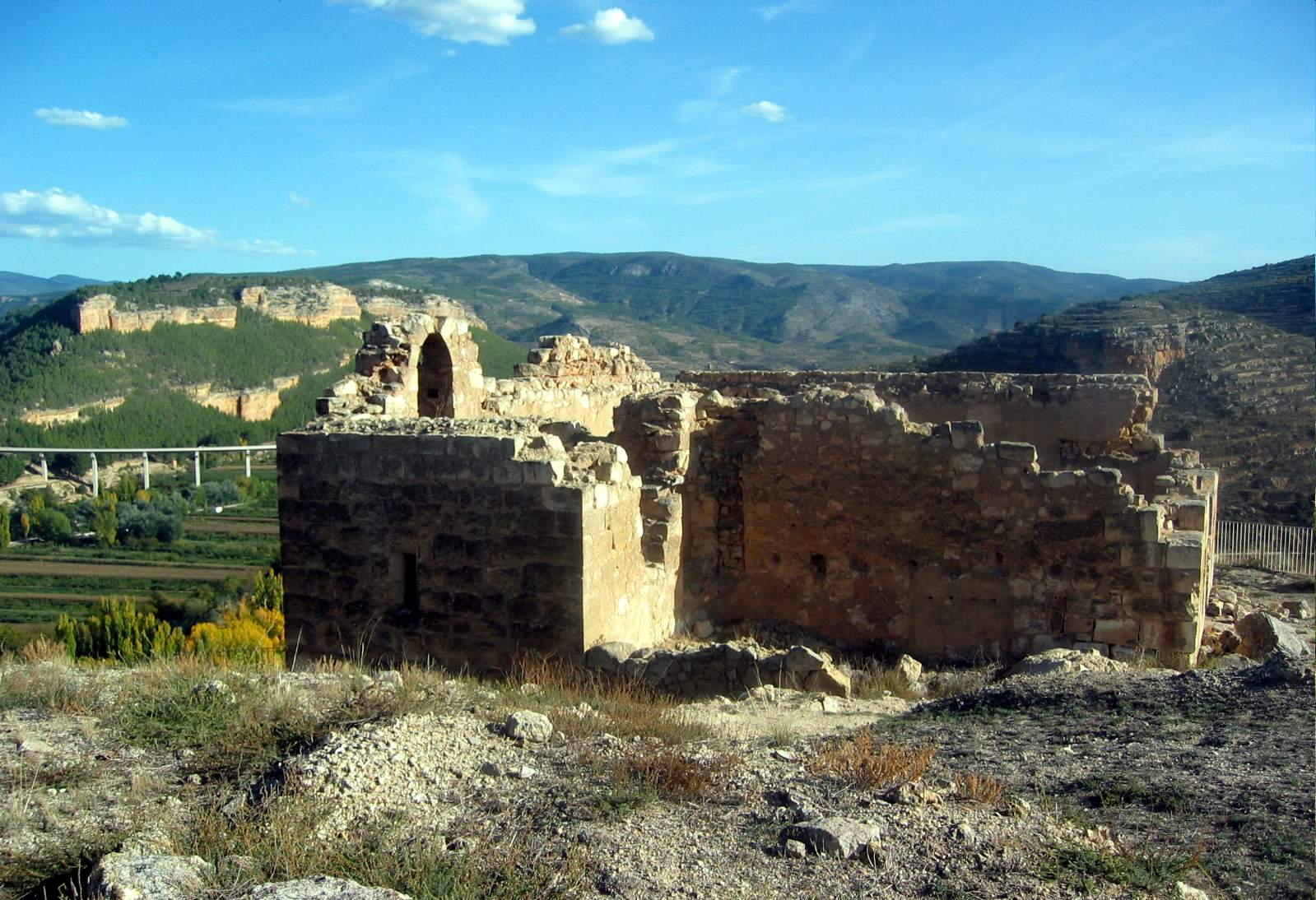
Vista de las ruinas de la ermita de Santa Bárbara en Ademuz (Valencia), con detalle del recinto de la sacristía y solar correspondiente a la casa del ermitaño. Siglo XVII.
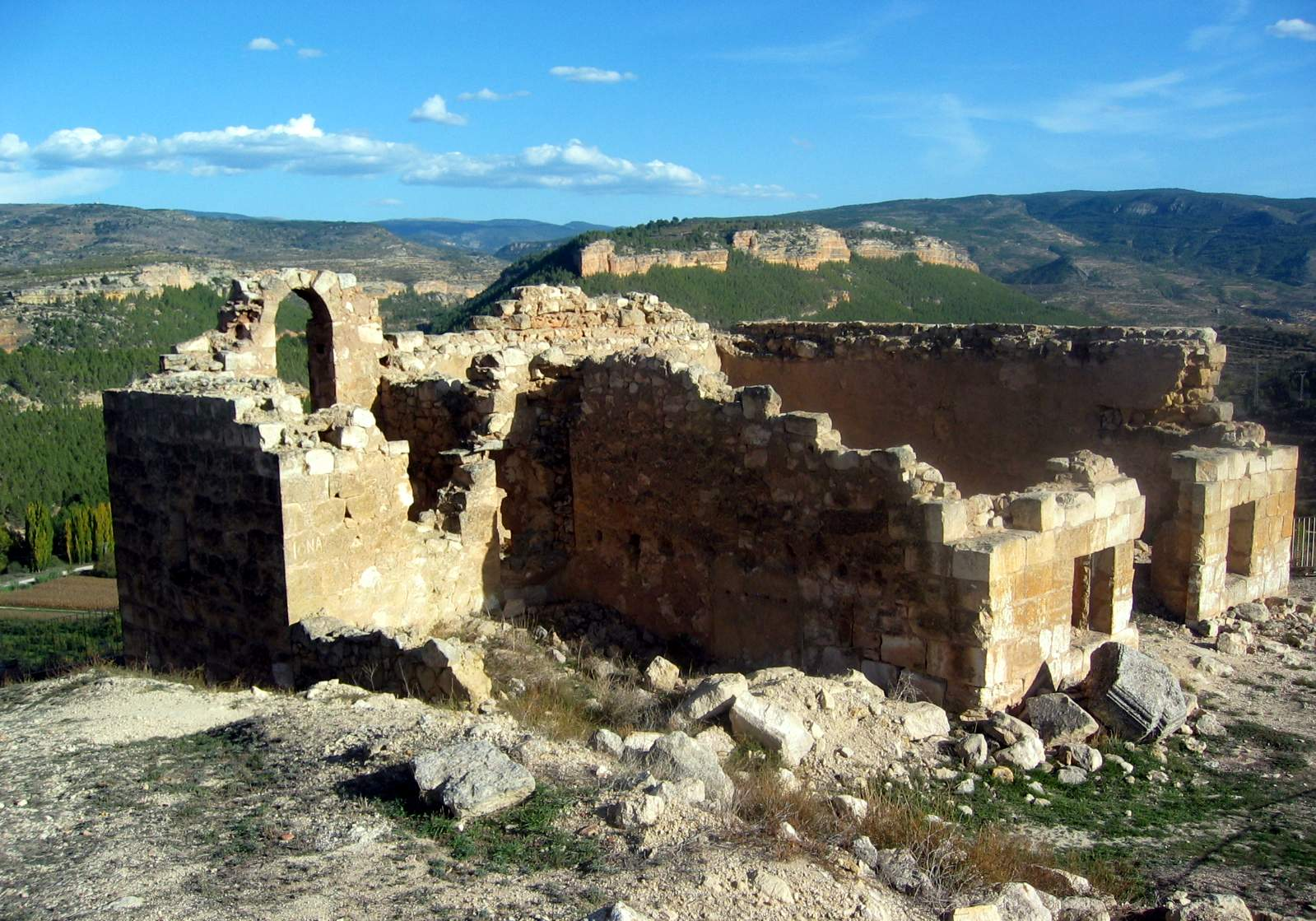
Vista de las ruinas de la ermita de Santa Bárbara en Ademuz (Valencia), con detalle del recinto de la sacristía y solar correspondiente a la casa del ermitaño. Siglo XVII.
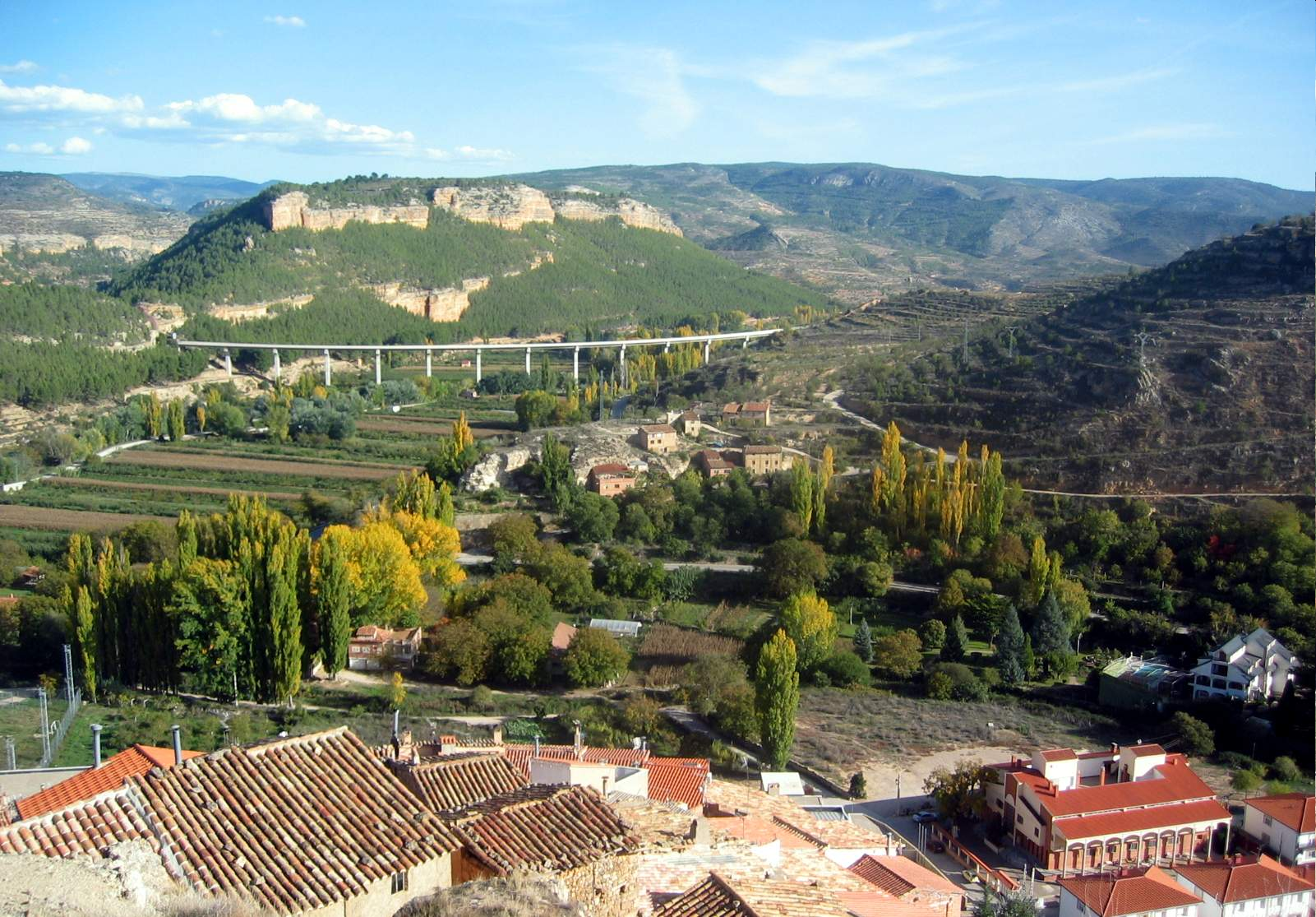
Vista meridional del valle del Turia desde las ruinas de la ermita de Santa Bárbara en Ademuz (Valencia), con detalle del Pico de la Muela y el viaducto de la CN-330 a su paso frente a la localidad. Siglo XVII.